# Rettorie della diocesi di Nardò-Gallipoli
Nelle 6 zone pastorali o foranie vi sono delle chiese, le quali godono lo status di rettorie essendo la gran parte sedi di confraternite.

## Zona pastorale o Forania: Beata Vergine Maria della Coltura
| Località | Dedicazione della Rettoria           |
| -------- | ------------------------------------ |
| Casarano | B.V. di Lourdes                      |
| Casarano | Madonna della Campana                |
| Casarano | Maria SS. Immacolata                 |
| Casarano | Santa Maria della Croce              |
| Casarano | Cappella Ospedale Civile             |
| Matino   | B.V. del Carmine                     |
| Matino   | B.V. del Rosario                     |
| Matino   | Gesù Bambino di Praga                |
| Parabita | B.V. Maria Immacolata                |
| Parabita | Maria SS. delle Anime del Purgatorio |
| Parabita | SS. Crocifisso                       |
| Tuglie   | Madonna di Montegrappa               |
| Tuglie   | San Giuseppe                         |
| Tuglie   | SS. delle Anime                      |

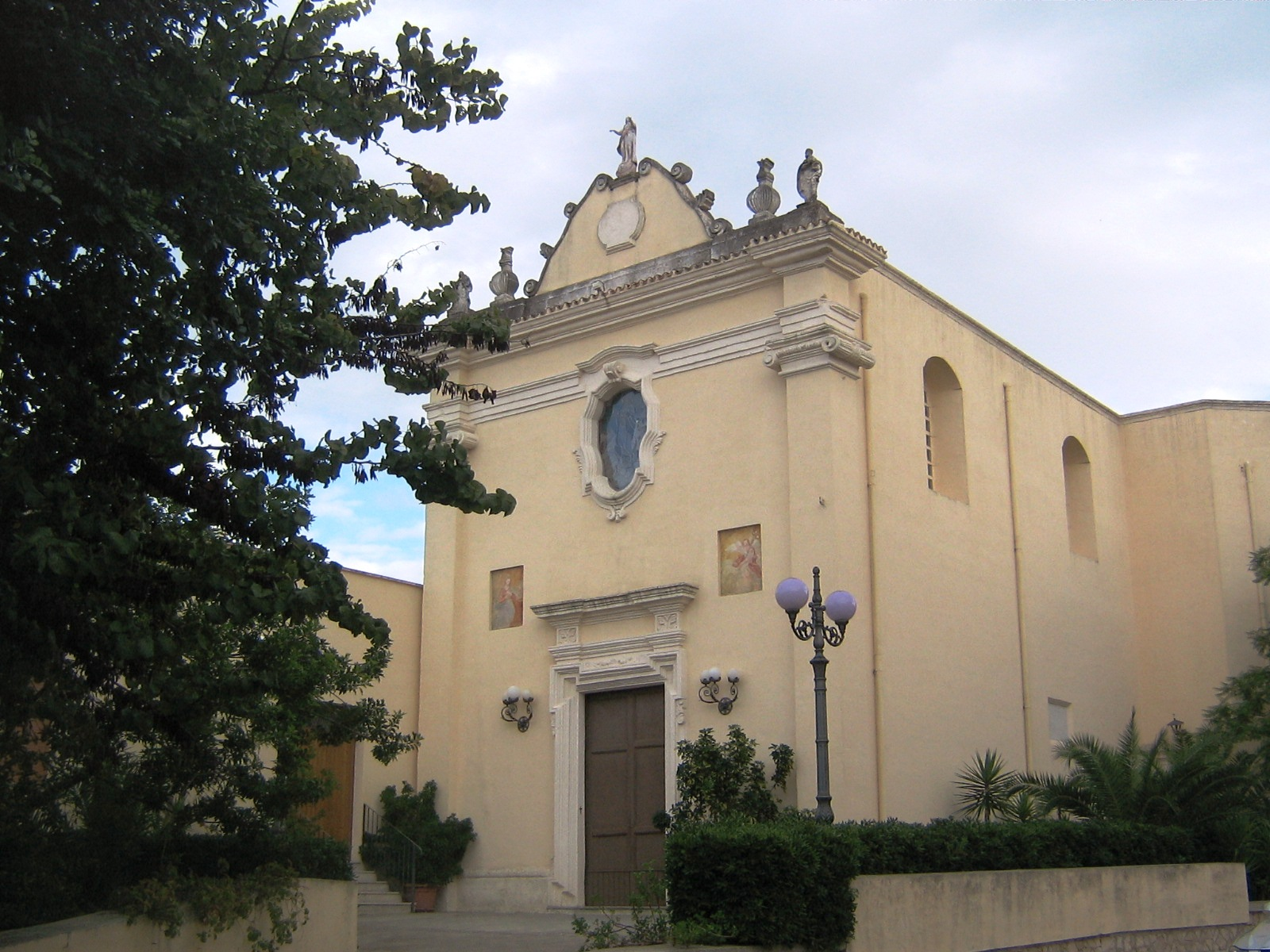
Chiesa dell'Immacolata, Casarano
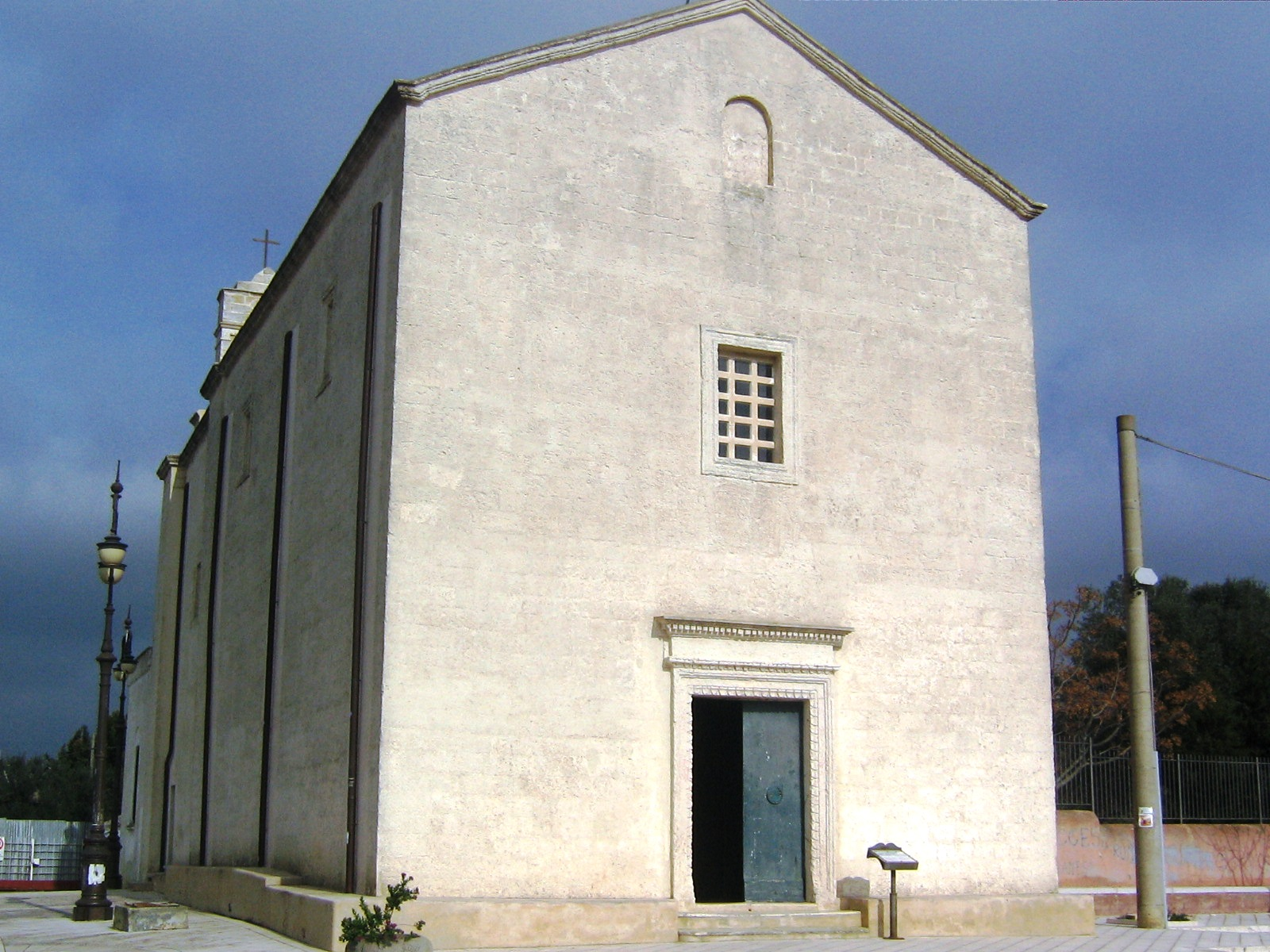
Chiesa Madonna della Campana, Casarano
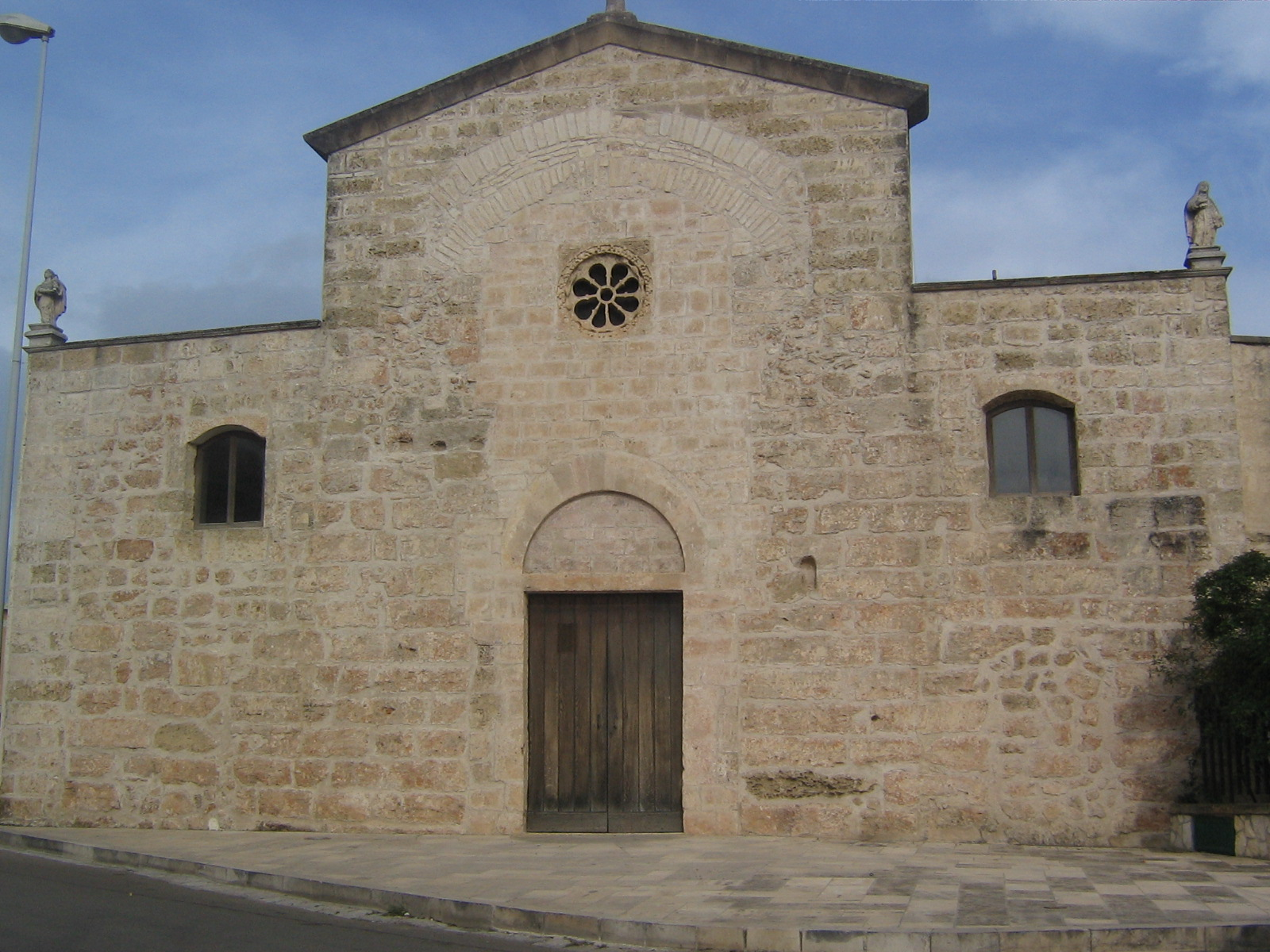
Chiesa Santa Maria della Croce, Casarano
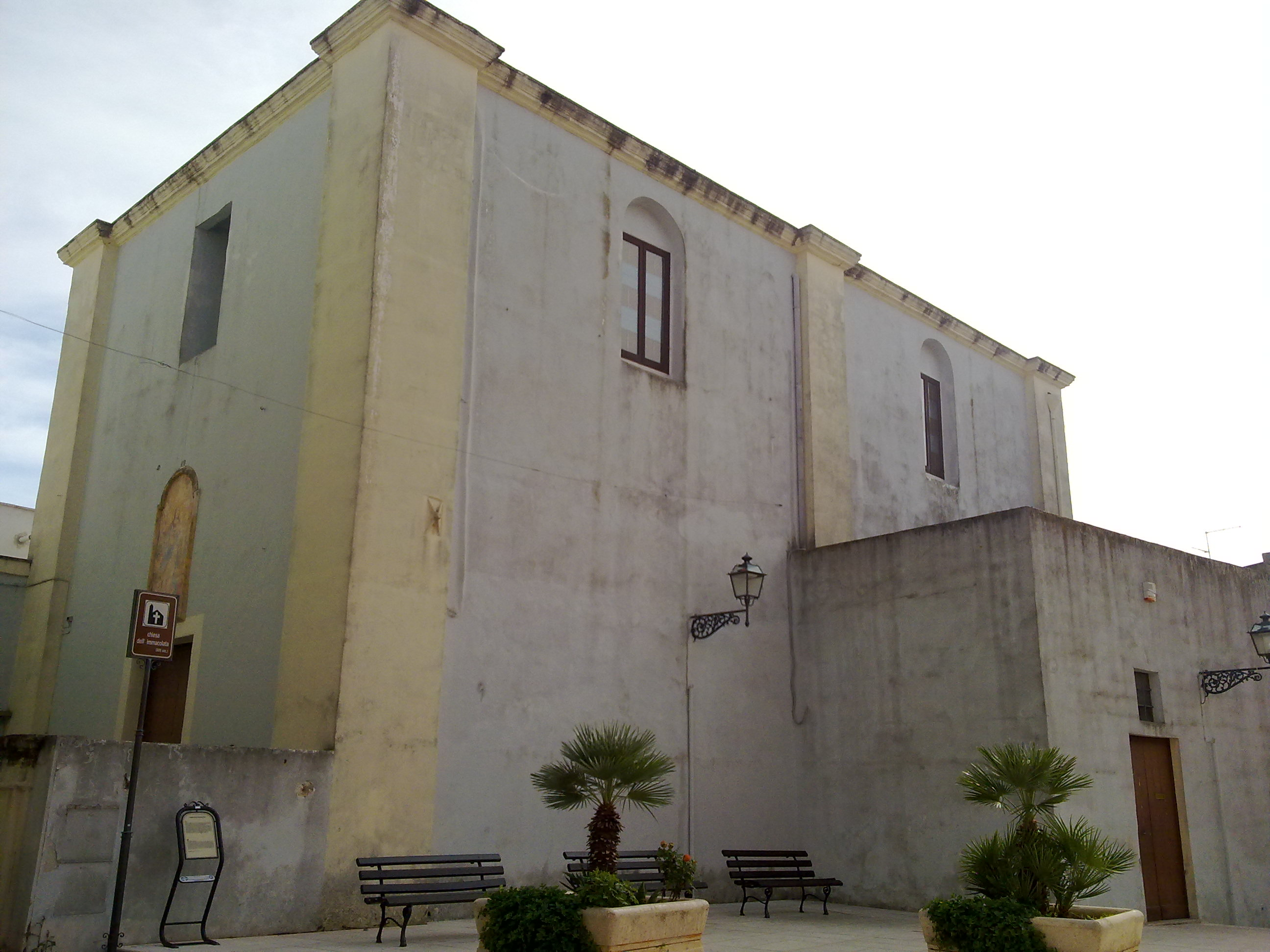
Chiesa dell'Immacolata,  Parabita
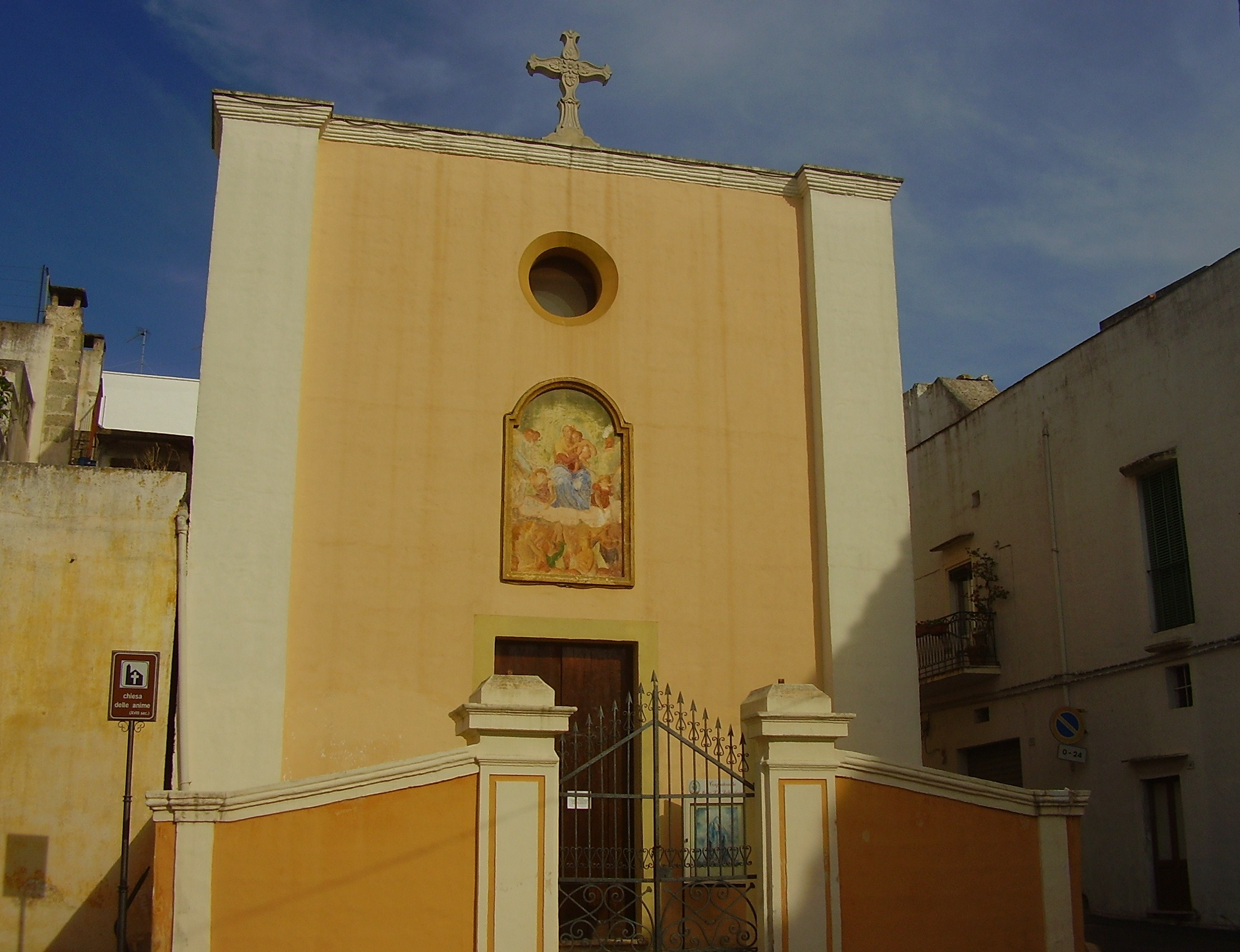
Chiesa delle Anime del Purgatorio,  Parabita
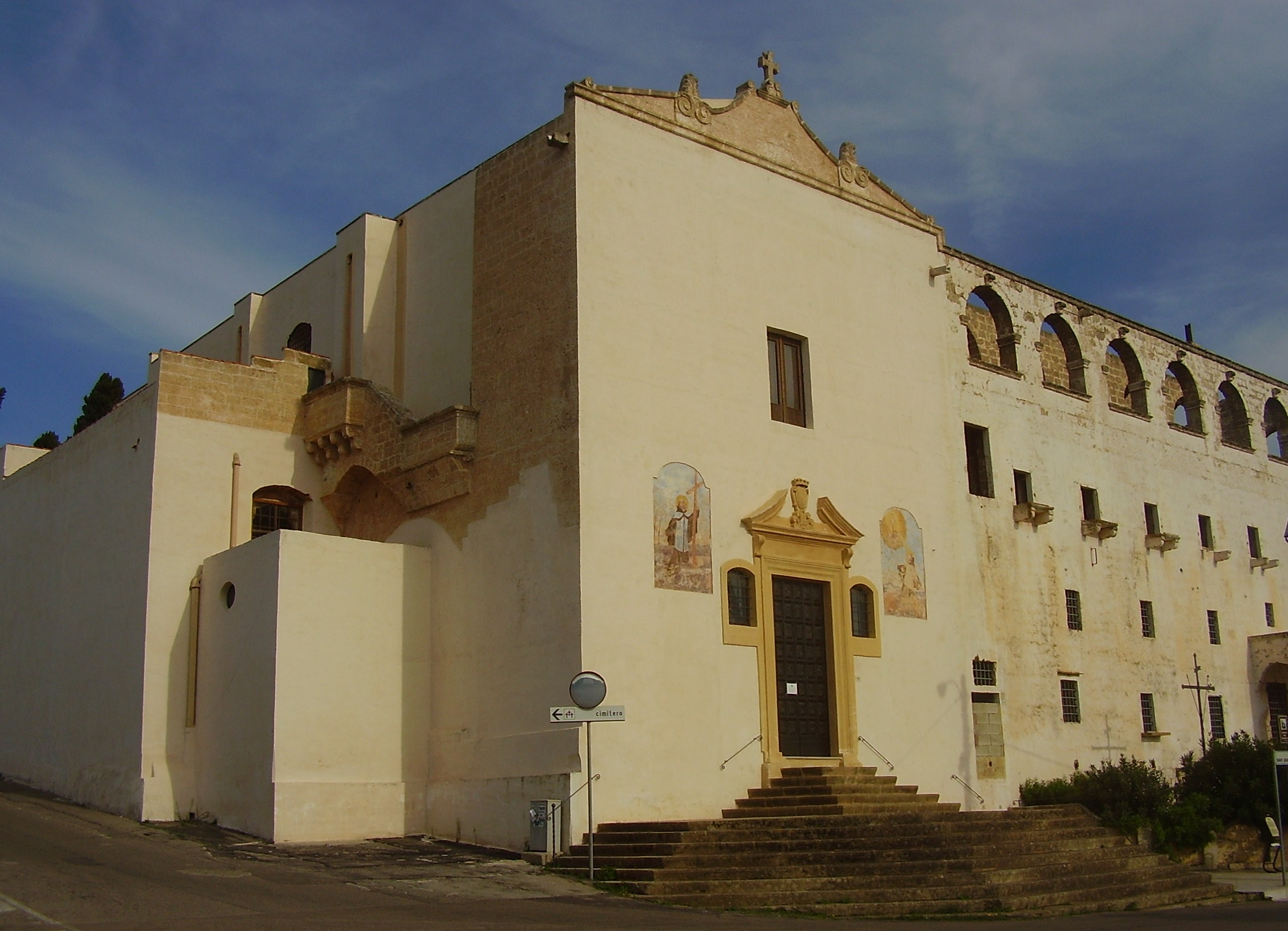
Chiesa del Crocefisso ed ex Convento degli Alcantarini, Parabita
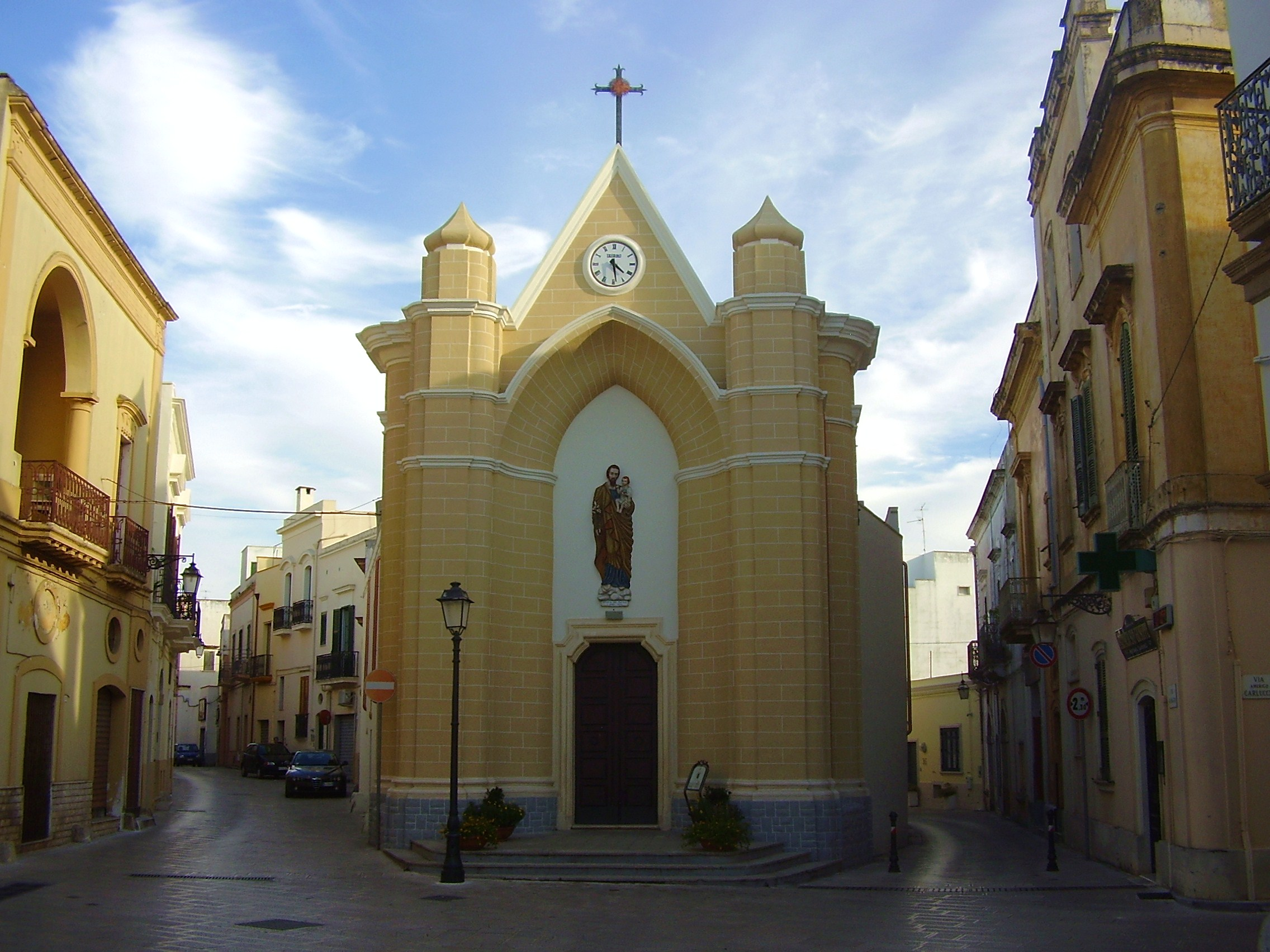
Chiesa di San Giuseppe, Tuglie

## Zona pastorale o Forania: Sant'Agata
| Località              | Dedicazione della Rettoria           | Sito web |
| --------------------- | ------------------------------------ | -------- |
| Gallipoli             | B.V. Maria del Carmine               |          |
| Gallipoli             | B.V. Maria degli Angeli              |          |
| Gallipoli             | B.V. Maria Immacolata                |          |
| Gallipoli             | Delle Anime                          |          |
| Gallipoli             | San Francesco da Paola               |          |
| Gallipoli             | Santa Maria delle Grazie in Daliano  |          |
| Gallipoli             | Santa Chiara                         |          |
| Gallipoli             | Santa Maria della Purità             |          |
| Gallipoli             | SS. Crocifisso                       |          |
| Gallipoli             | Cappella Ospedale Civile             |          |
| Sannicola             | S.S. Apostoli Pietro e Paolo         |          |
| Sannicola             | S.S. Cosma e Damiano                 |          |
| San Simone(Sannicola) | Monastero Monache Carmelitane Scalze |          |

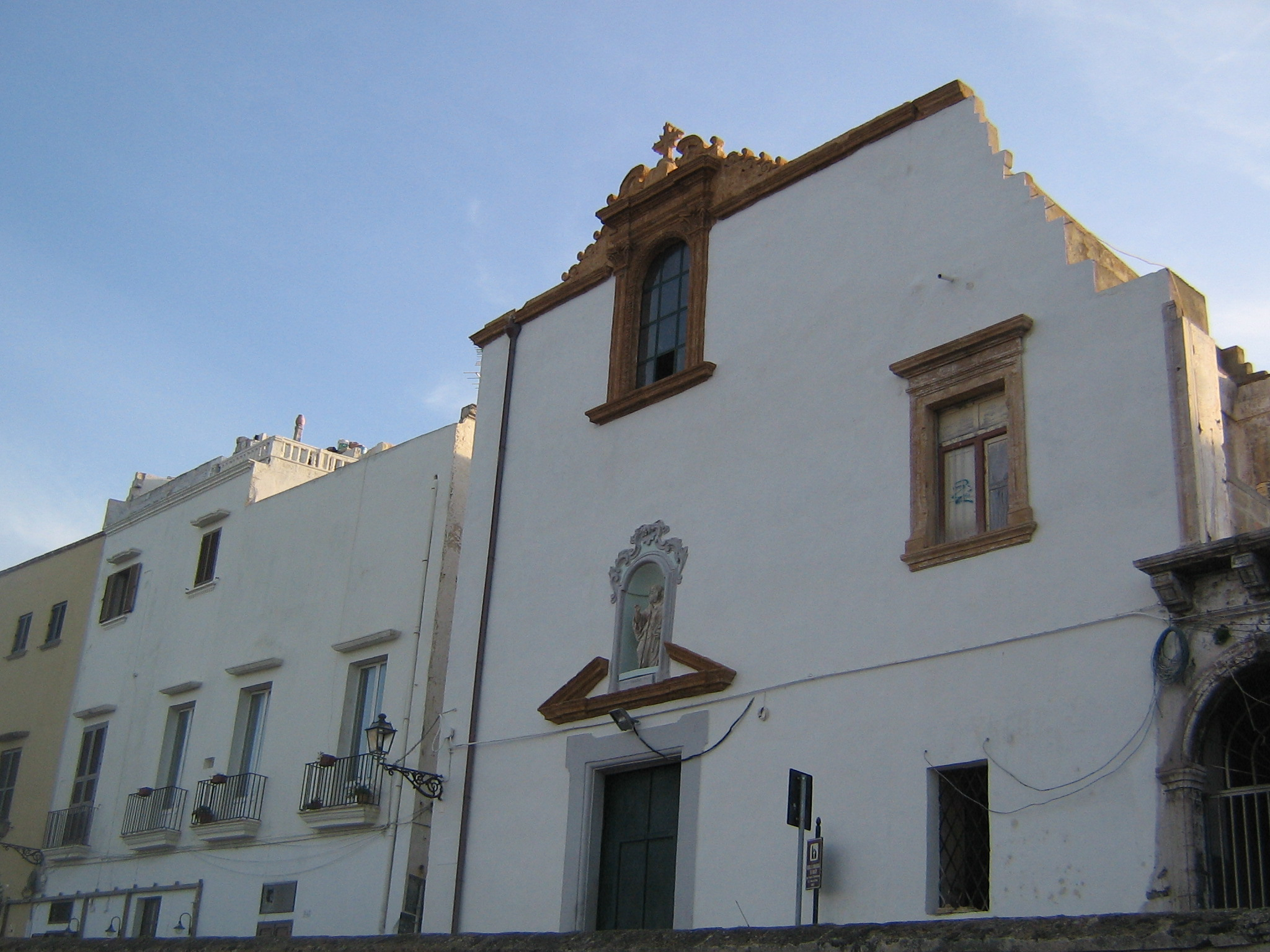
Chiesa di San Francesco di Paola o Chiesa di Santa Maria della Purità, Gallipoli
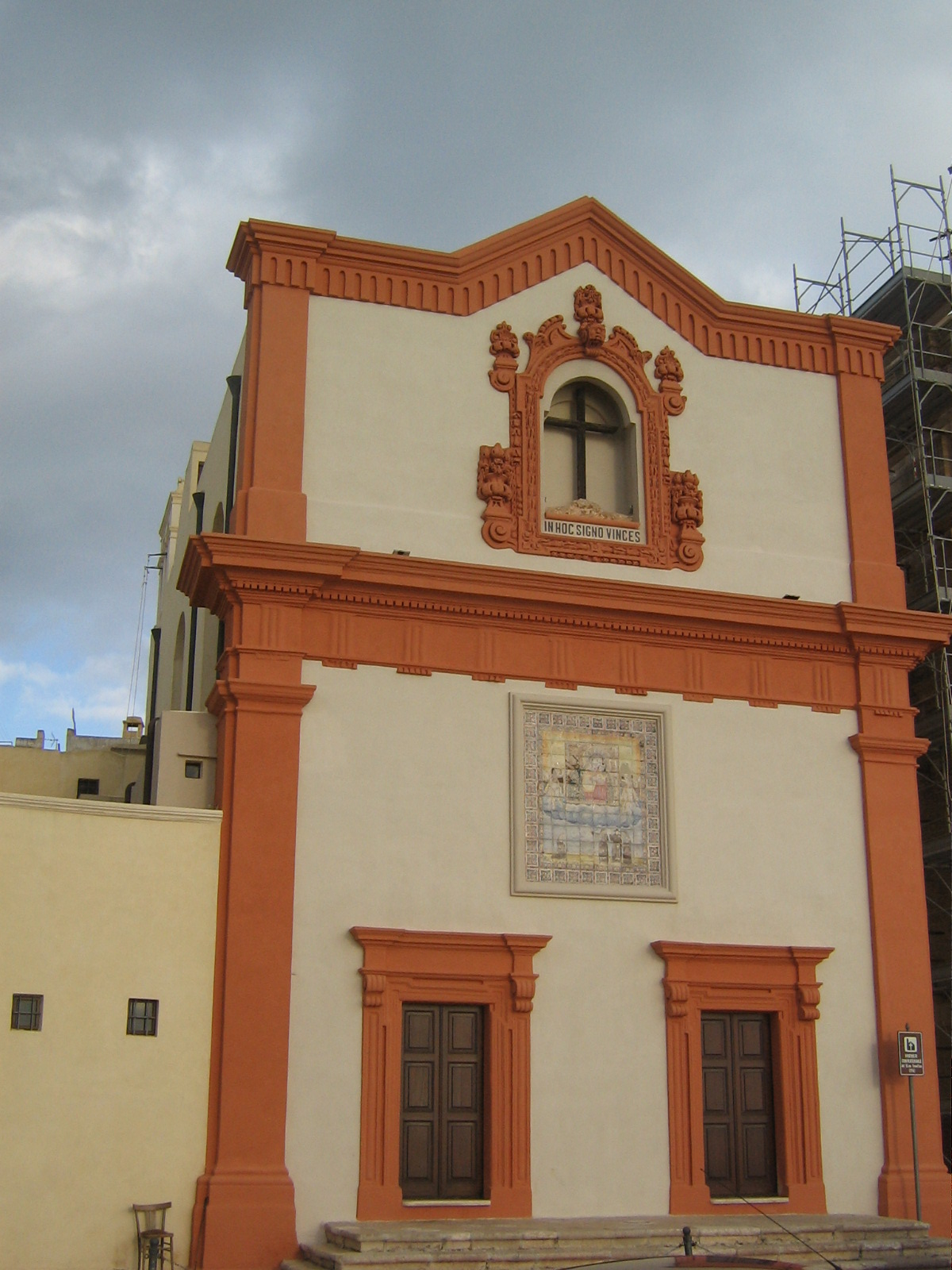
Facciata Chiesa del Santissimo Crocifisso, Gallipoli
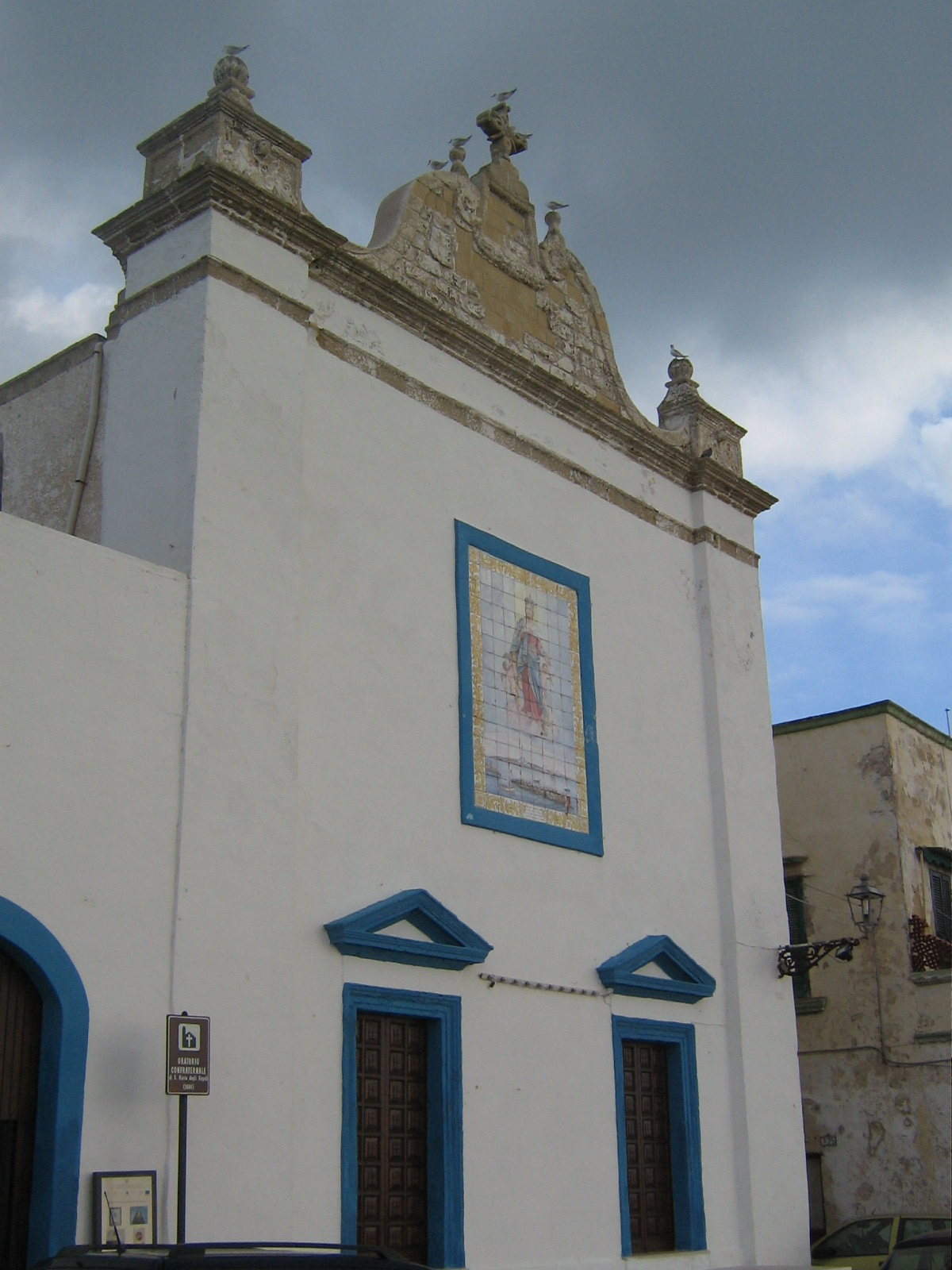
Chiesa di Santa Maria degli Angeli, Gallipoli

## Zona pastorale o Forania: Santa Maria, Madre della Chiesa
| Località  | Dedicazione della Rettoria |
| --------- | -------------------------- |
| Melissano | B.V. Immacolata            |
| Racale    | B.V. Immacolata            |
| Racale    | Madonna dei Fiumi          |
| Racale    | S. Maria la Nova           |
| Taviano   | B.V. Immacolata            |
| Taviano   | S. Marina                  |

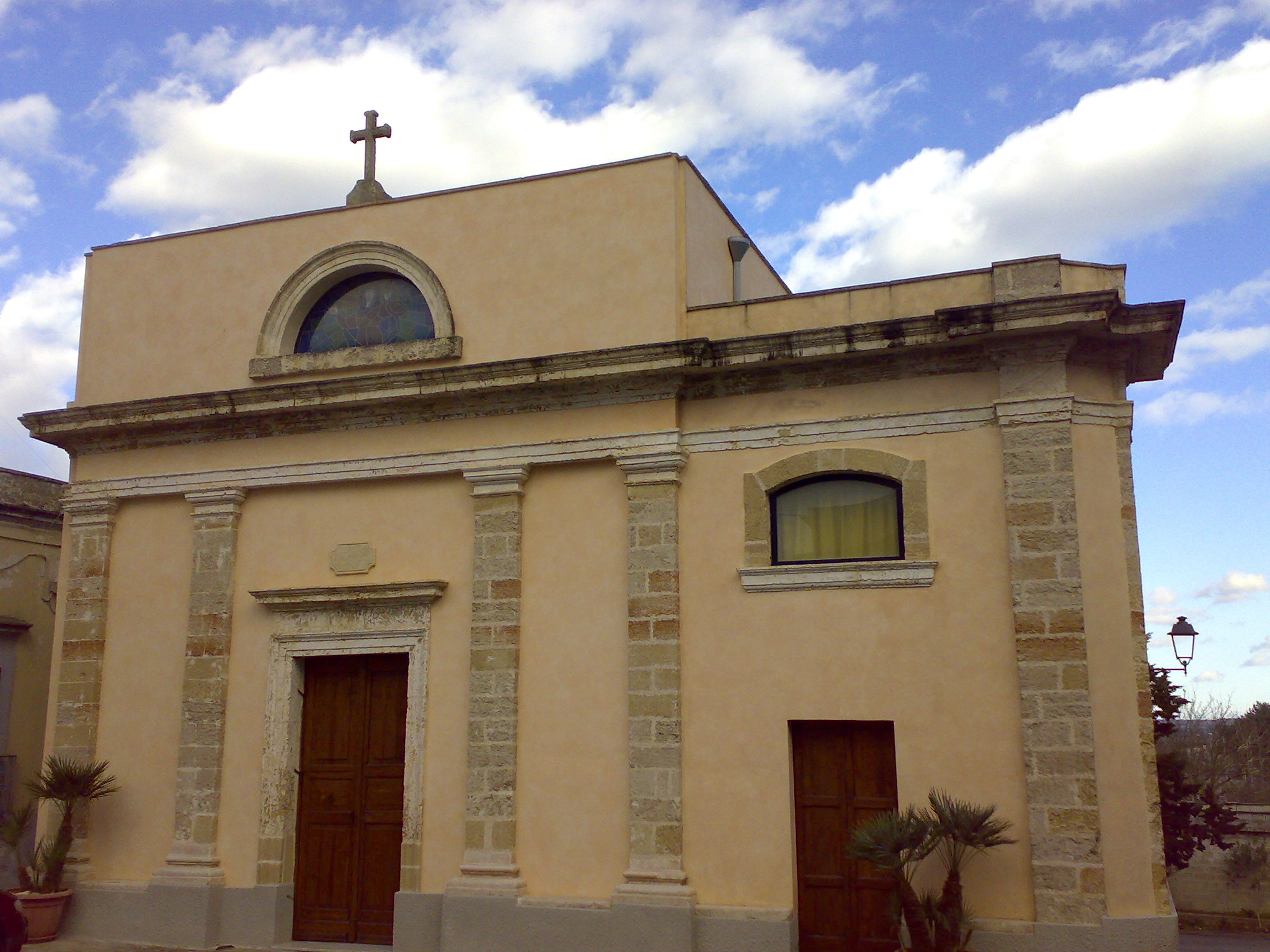
Chiesa dell'Immacolata,  Melissano
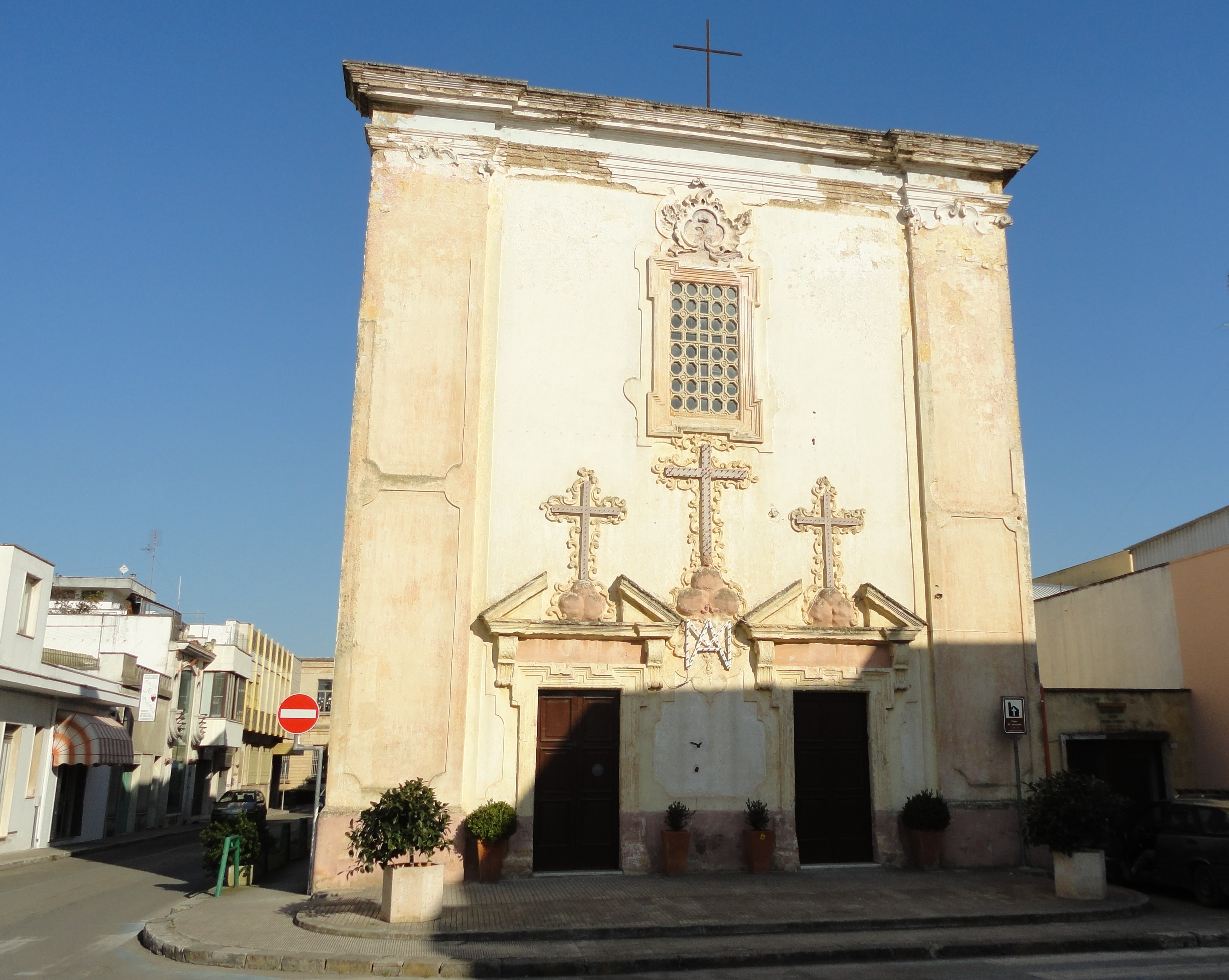
Chiesa dell'Immacolata, Taviano
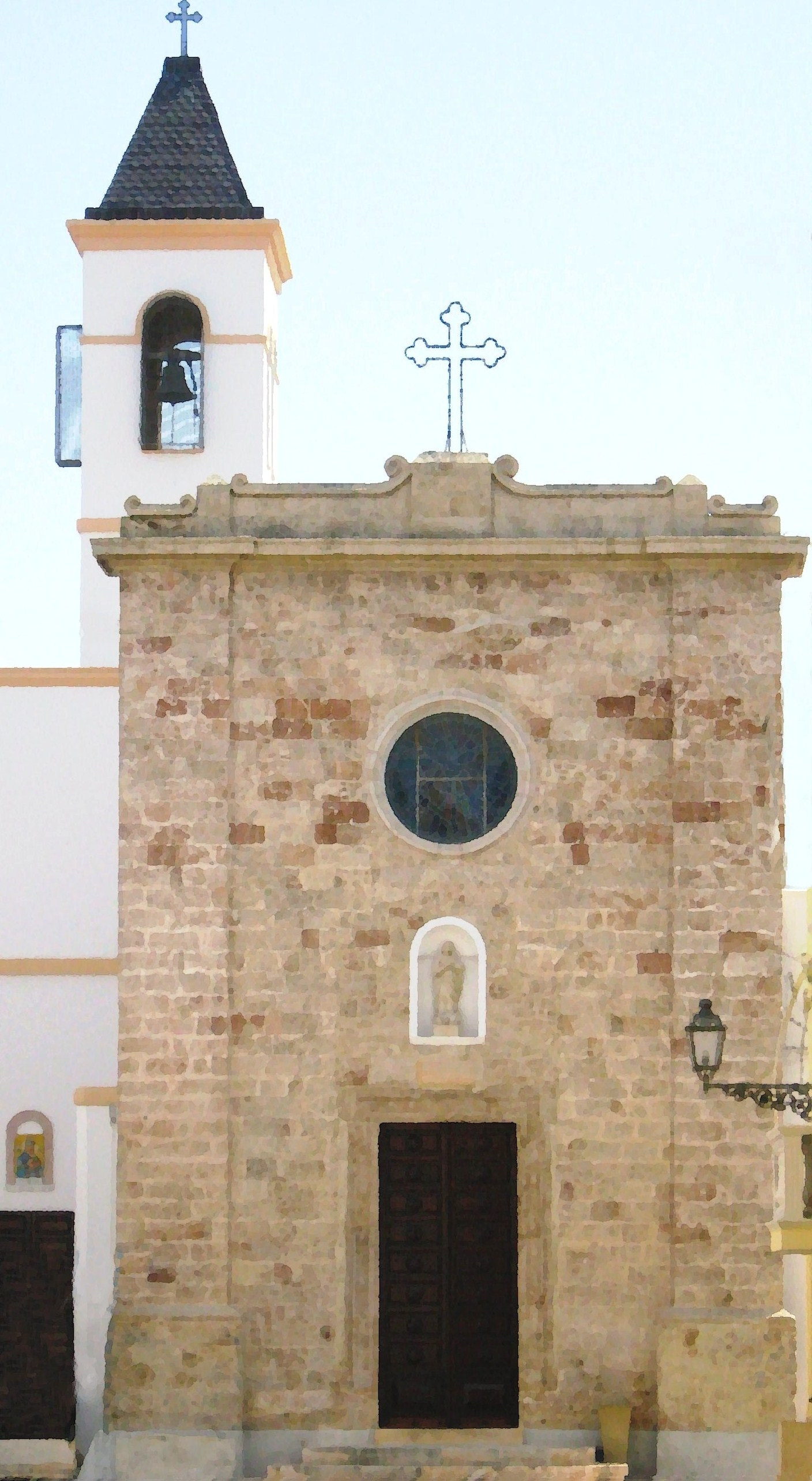
Chiesa dell'Immacolata - Racale
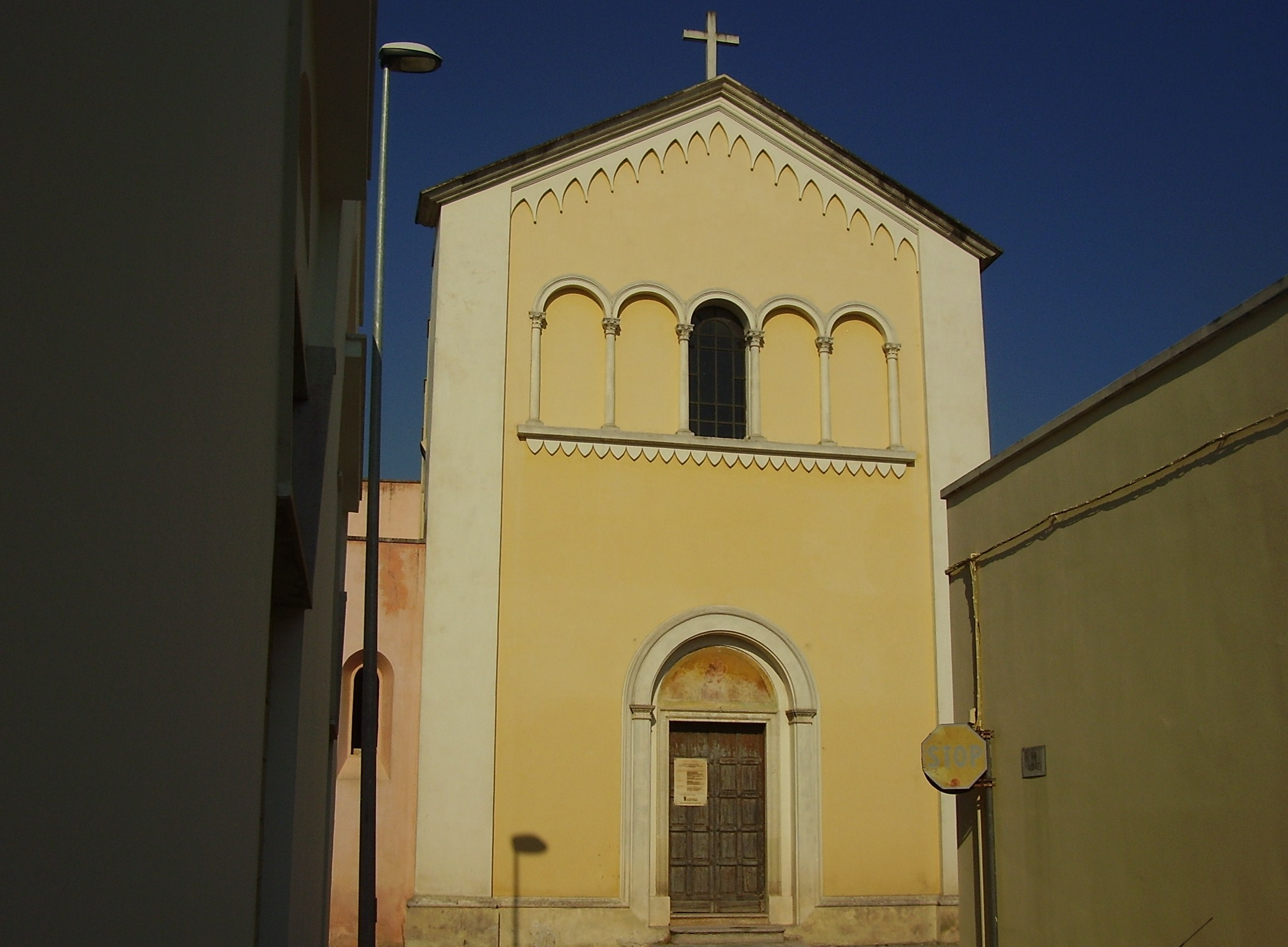
Chiesa di S. Maria la Nova - Racale
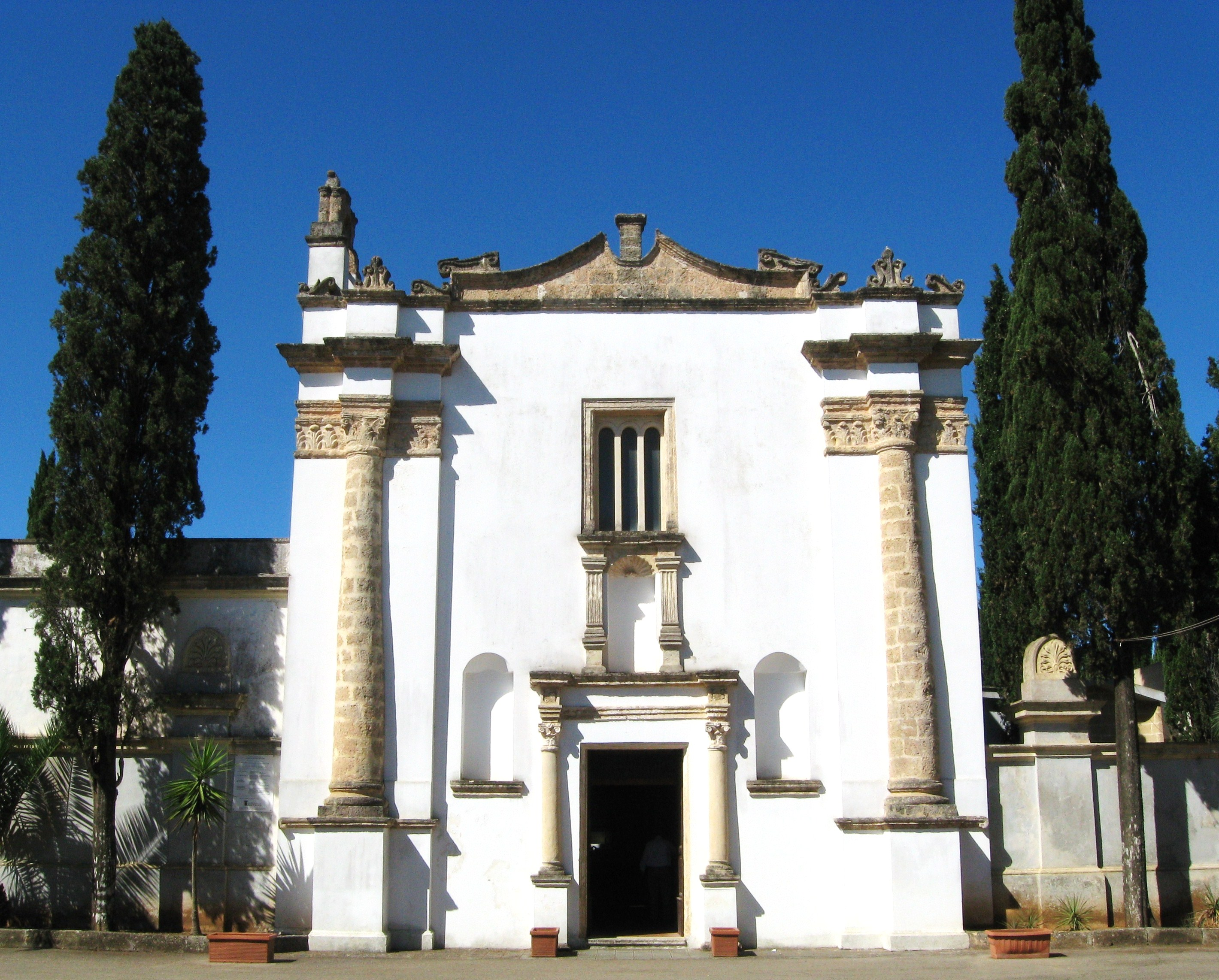
Chiesa Madonna dei Fiumi - Racale

## Zona pastorale o Forania: San Giuseppe da Copertino
| Località  | Dedicazione della Rettoria |
| --------- | -------------------------- |
| Copertino | Cappella Ospedale Civile   |

## Zona pastorale o Forania: San Gregorio Armeno
| Località | Dedicazione della Rettoria |
| -------- | -------------------------- |
| Nardò    | B.V. Immacolata            |
| Nardò    | B.V. della Purità          |
| Nardò    | San Antonio da Padova      |
| Nardò    | San Cosimo                 |
| Nardò    | San Domenico               |
| Nardò    | San Giovanni Battista      |
| Nardò    | San Isidoro Agricola       |
| Nardò    | San Trifone                |
| Nardò    | Santa Chiara               |
| Nardò    | Santa Teresa               |

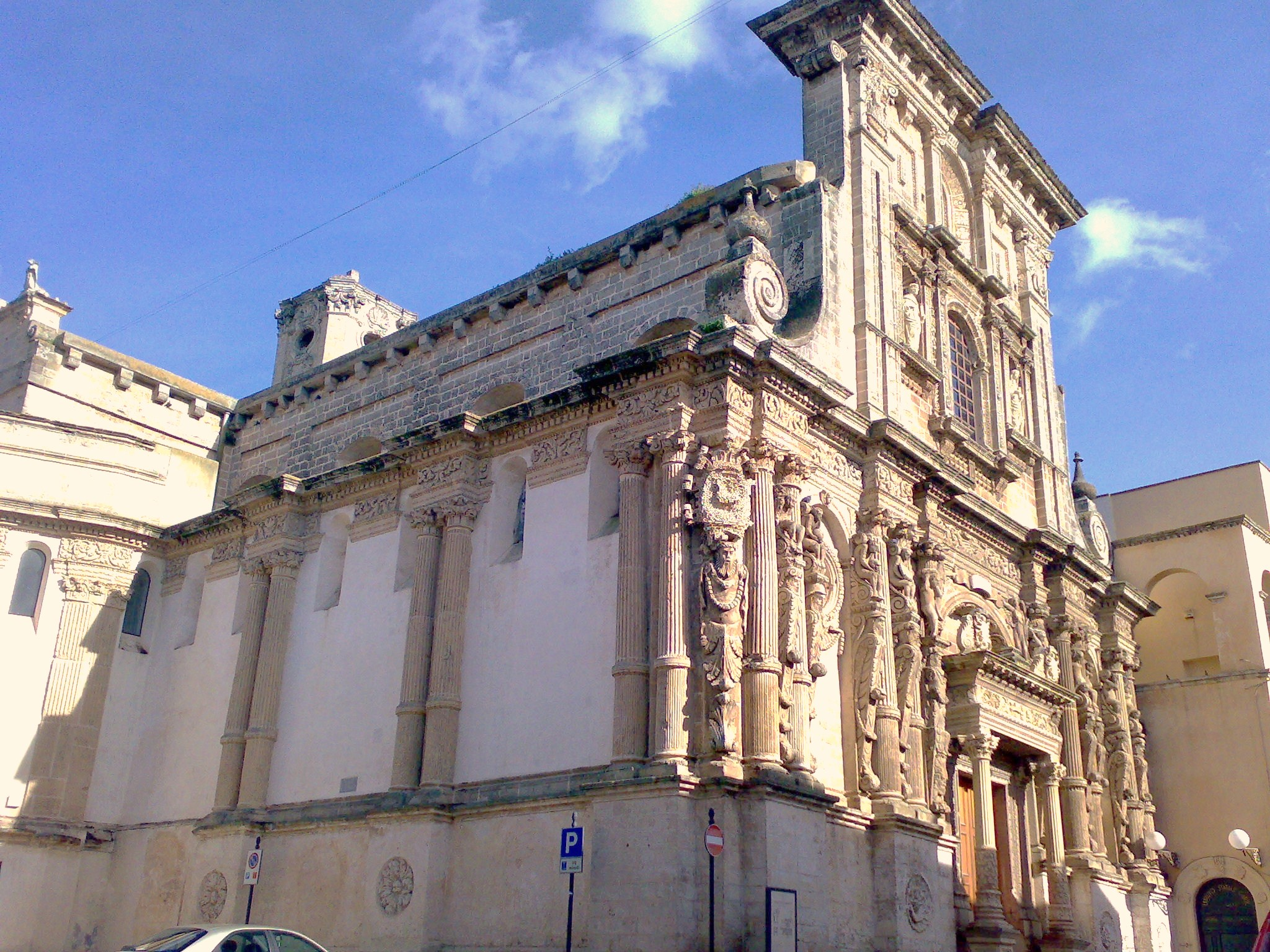
(1) Chiesa di San Domenico, Nardò
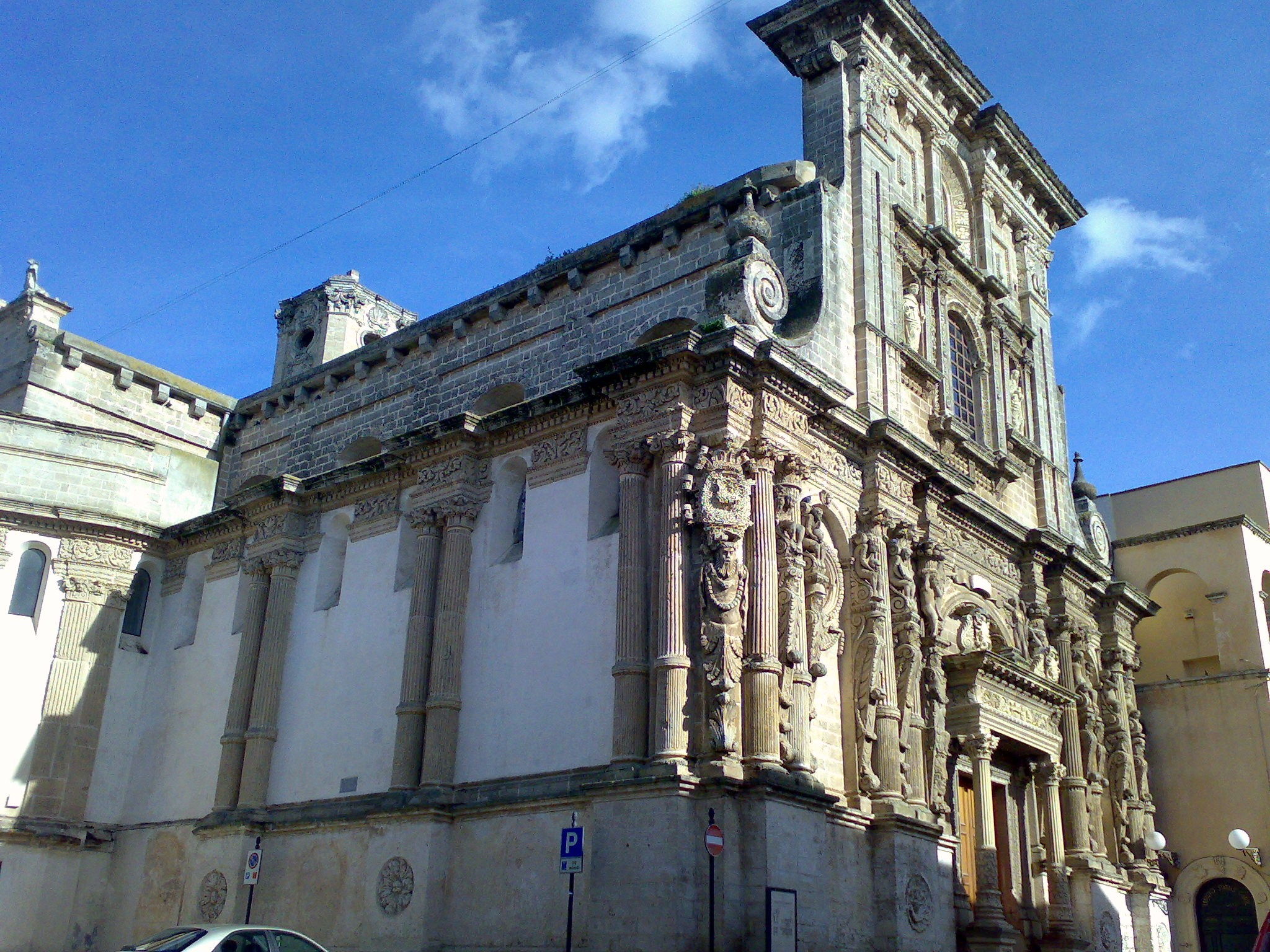
(2) Chiesa di San Domenico, Nardò
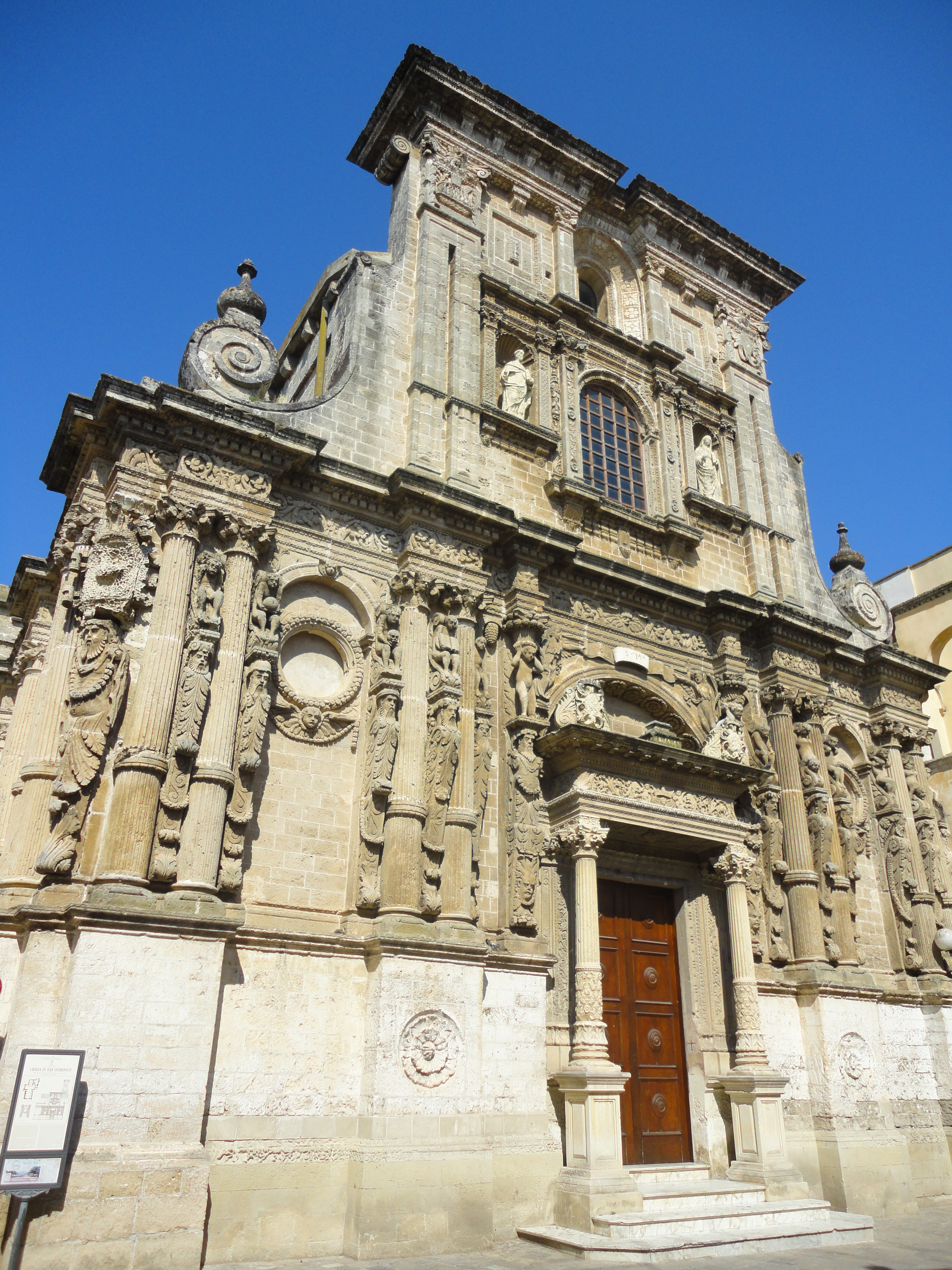
(3) Chiesa di San Domenico, Nardò
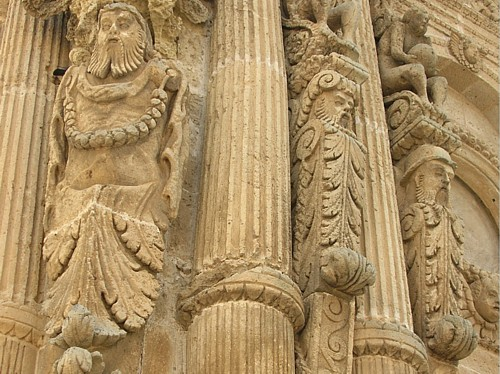
(4) Chiesa di San Domenico, particolare, Nardò
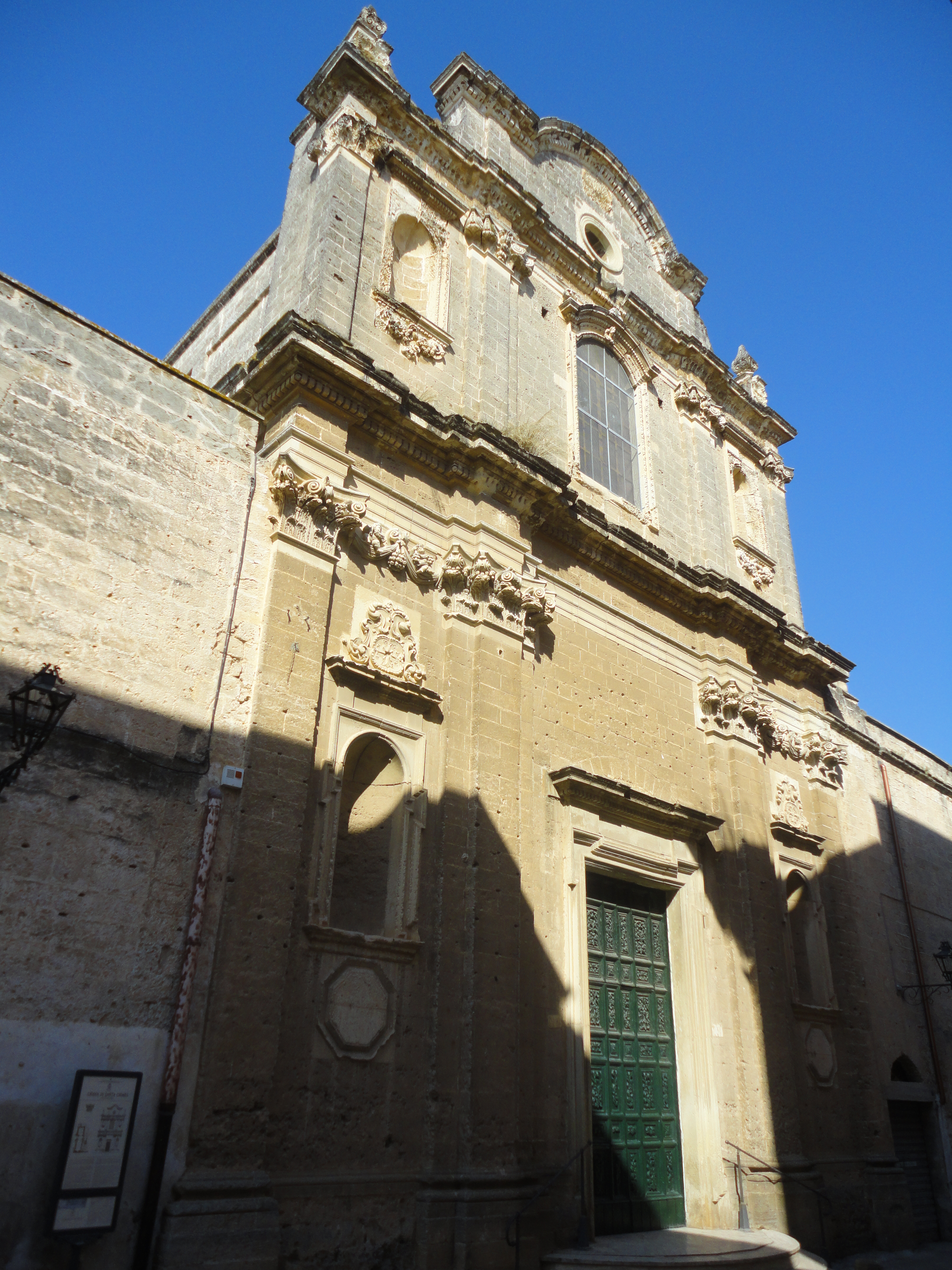
(1) Chiesa di Santa Chiara, Nardò
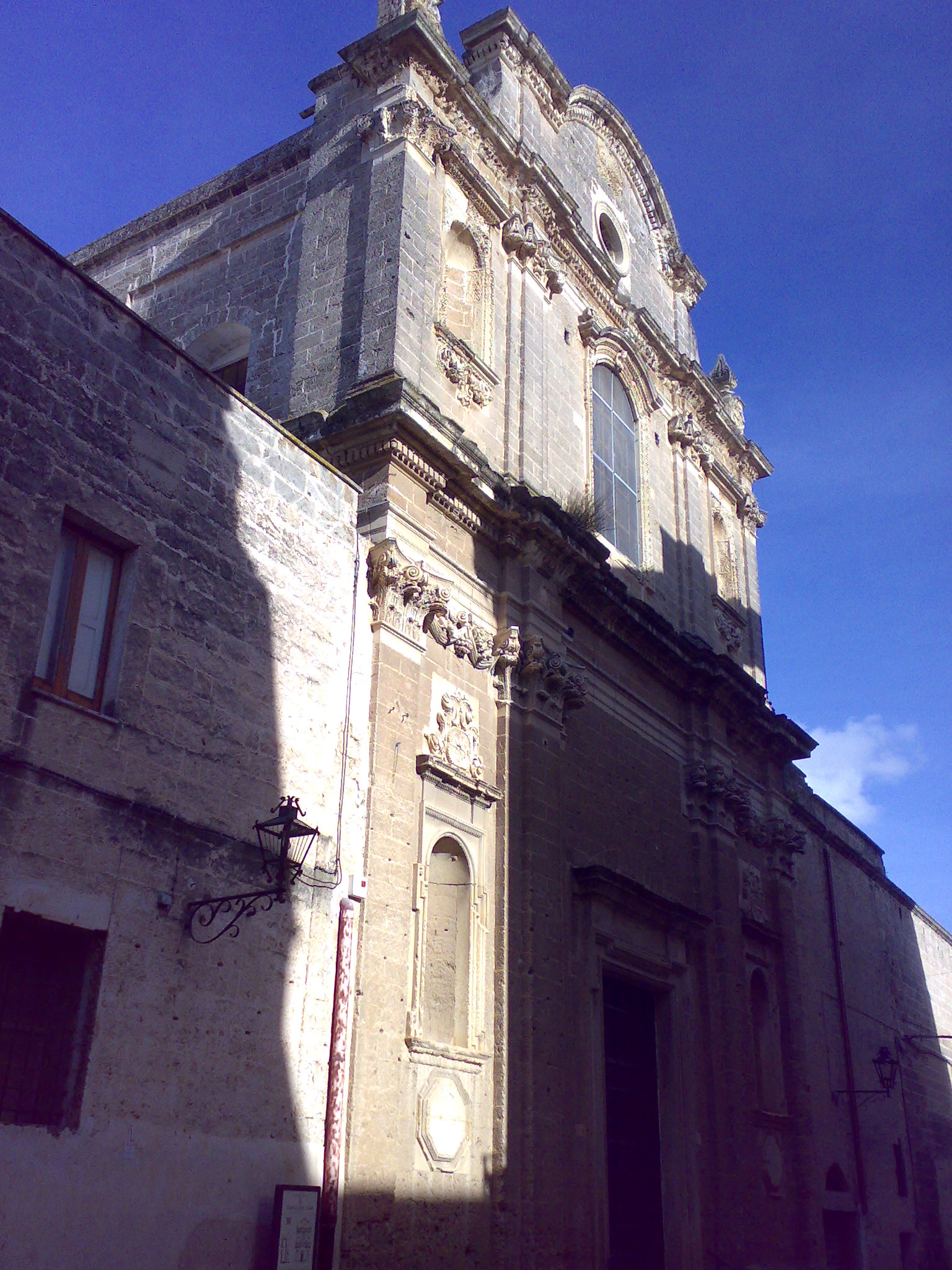
(2) Chiesa di Santa Chiara, Nardò
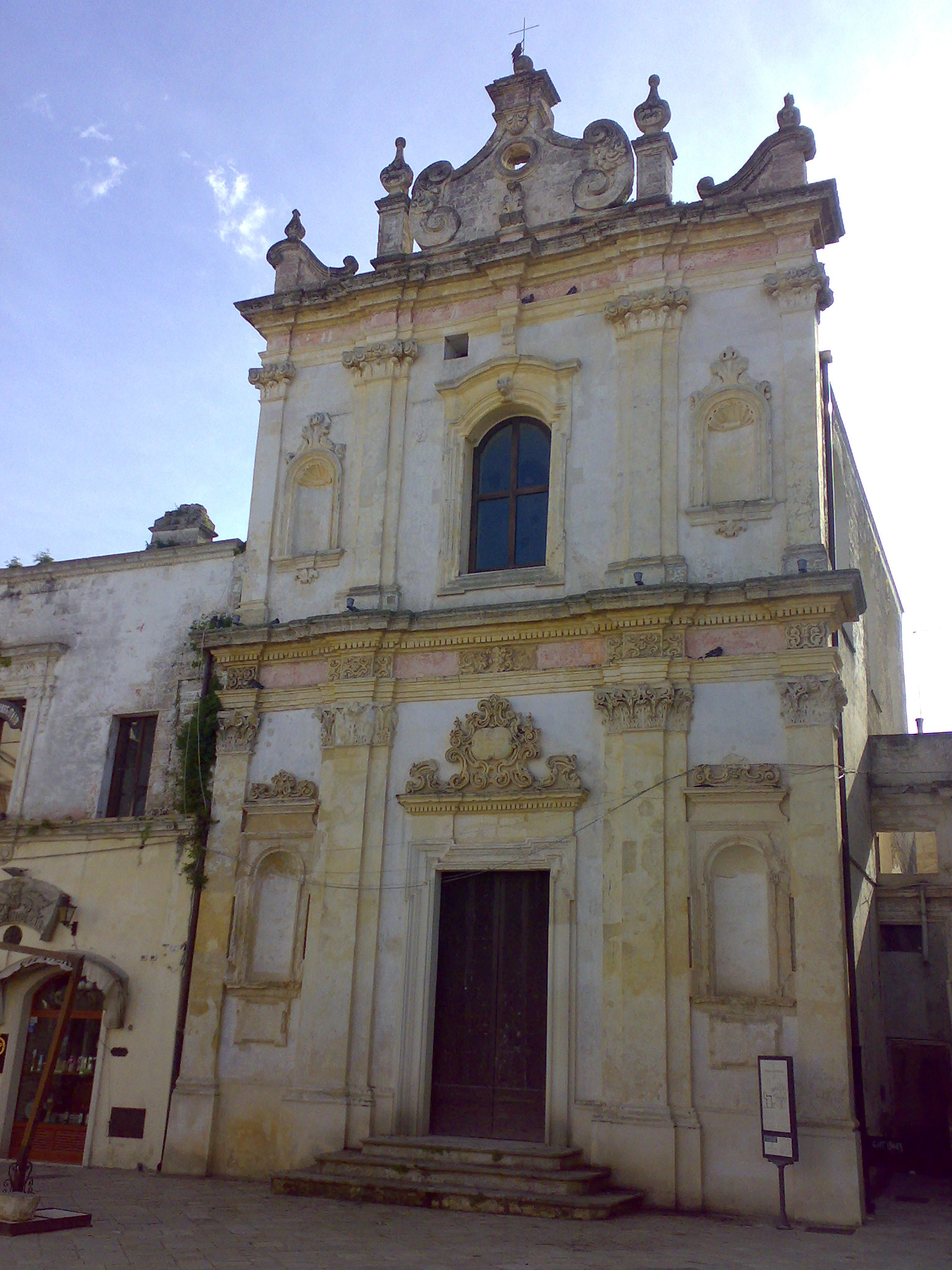
Chiesa di San Trifone, Nardò
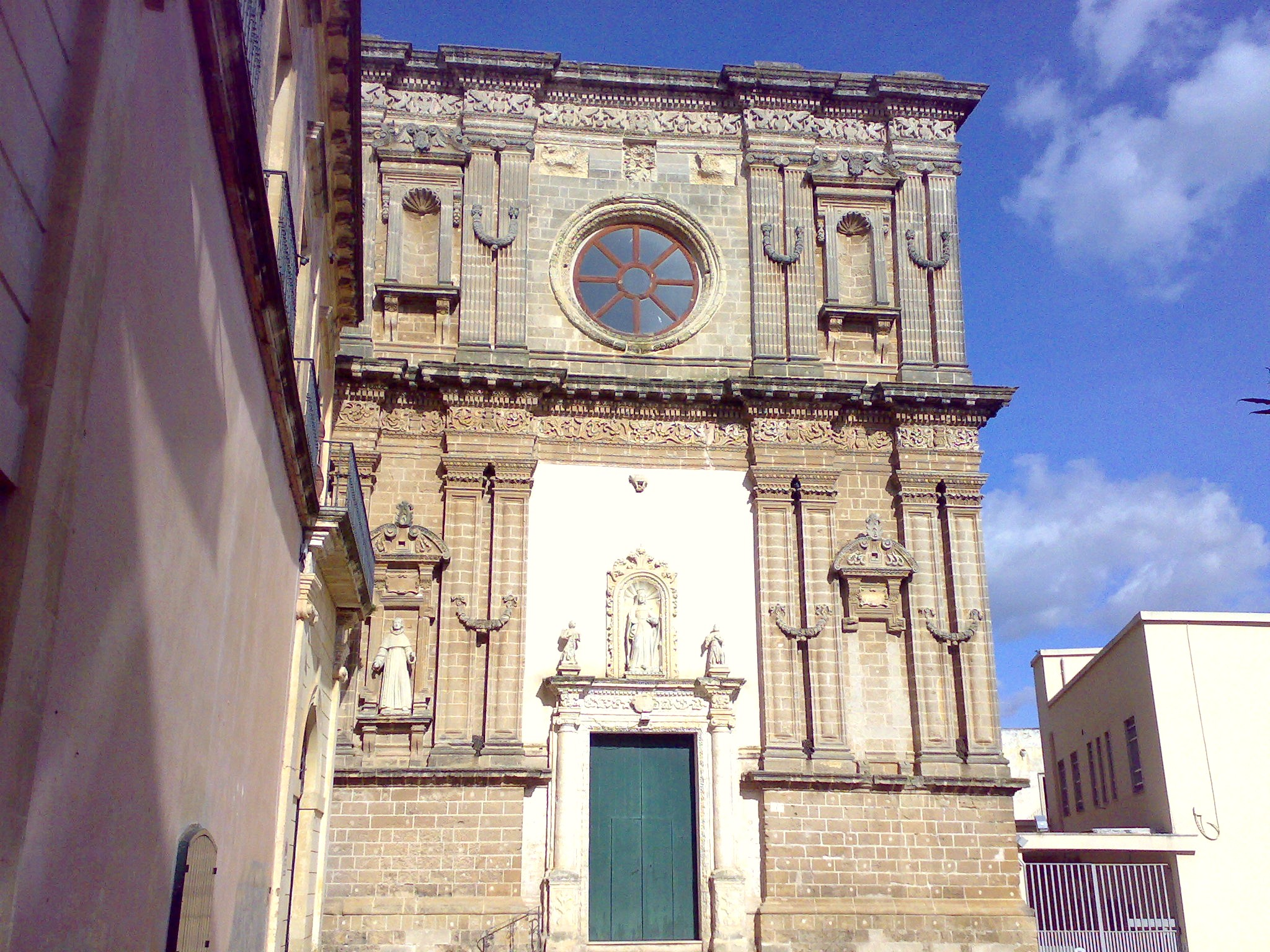
Chiesa dell'Immacolata, Nardò
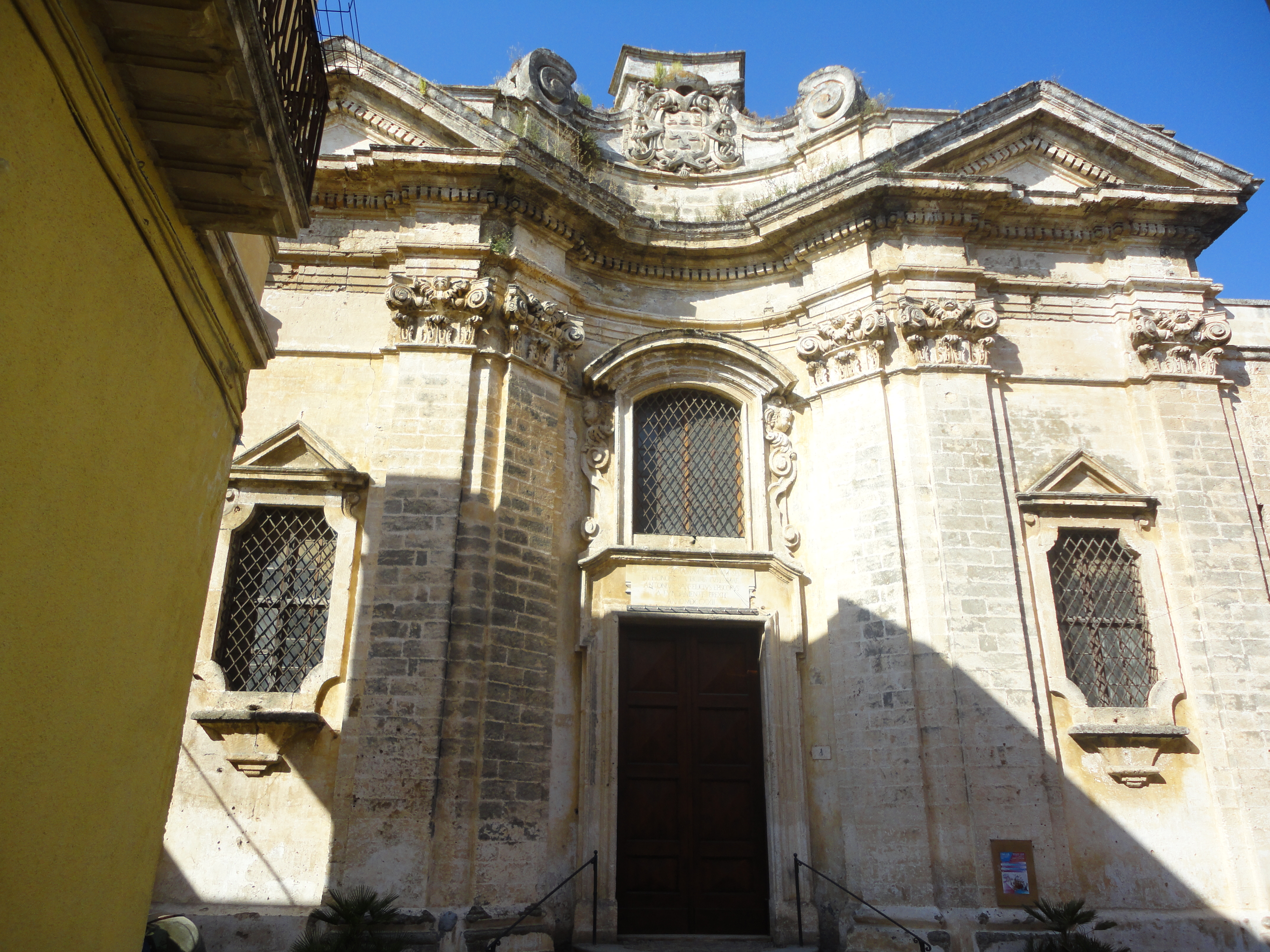
Chiesa di Santa Maria della Purità, Nardò
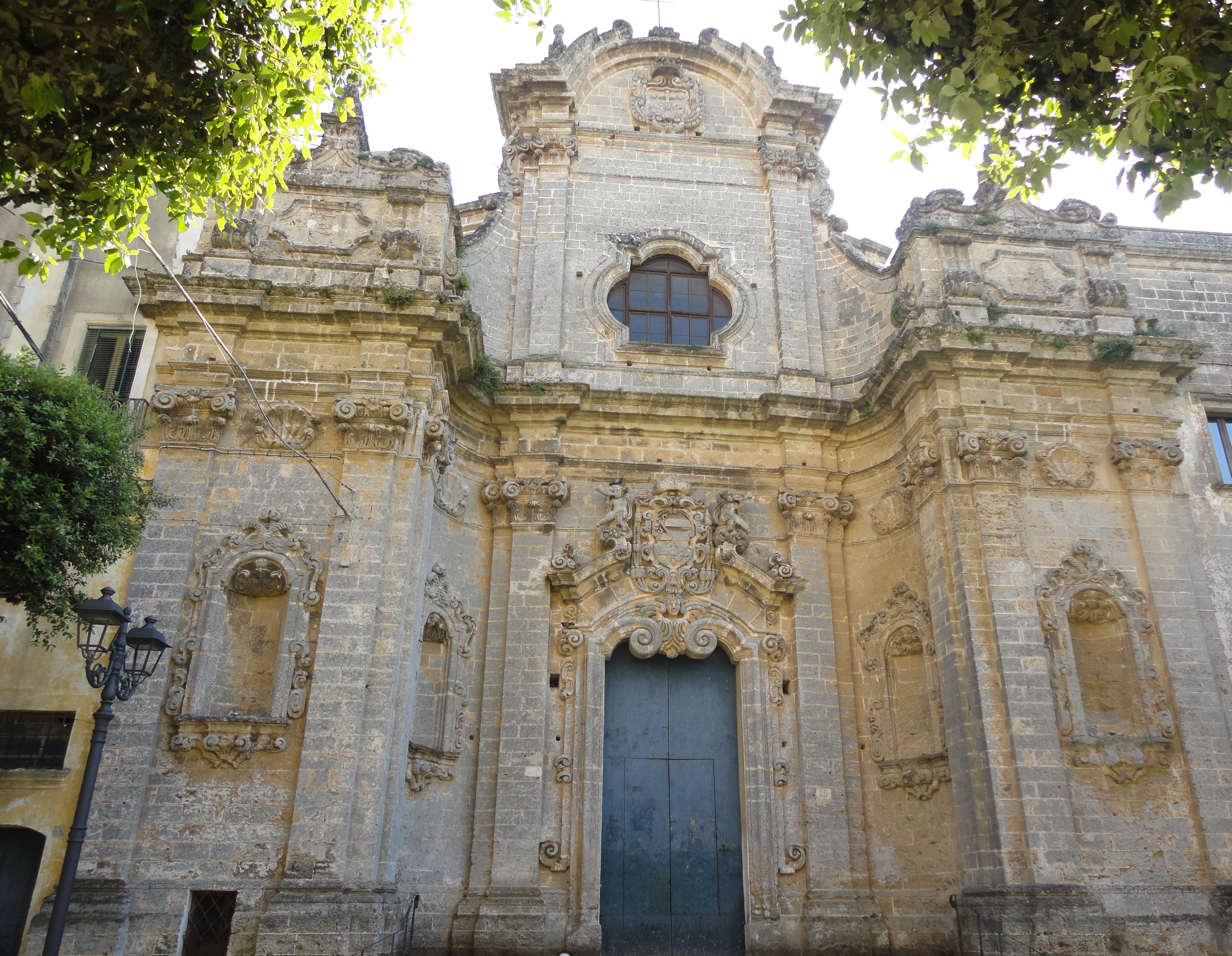
Chiesa di Santa Teresa, Nardò

## Zona pastorale o Forania: Santissimo Crocifisso
| Località | Dedicazione della Rettoria                    |
| -------- | --------------------------------------------- |
| Aradeo   | Maria SS. Annunziata                          |
| Galatone | San Giovanni Battista o B.V. Maria Immacolata |
| Galatone | San Pietro Apostolo o B.V. Maria del Rosario  |
| Galatone | Santi Sebastiano e Rocco                      |
| Neviano  | San Giuseppe Patriarca                        |
| Seclì    | San Antonio                                   |

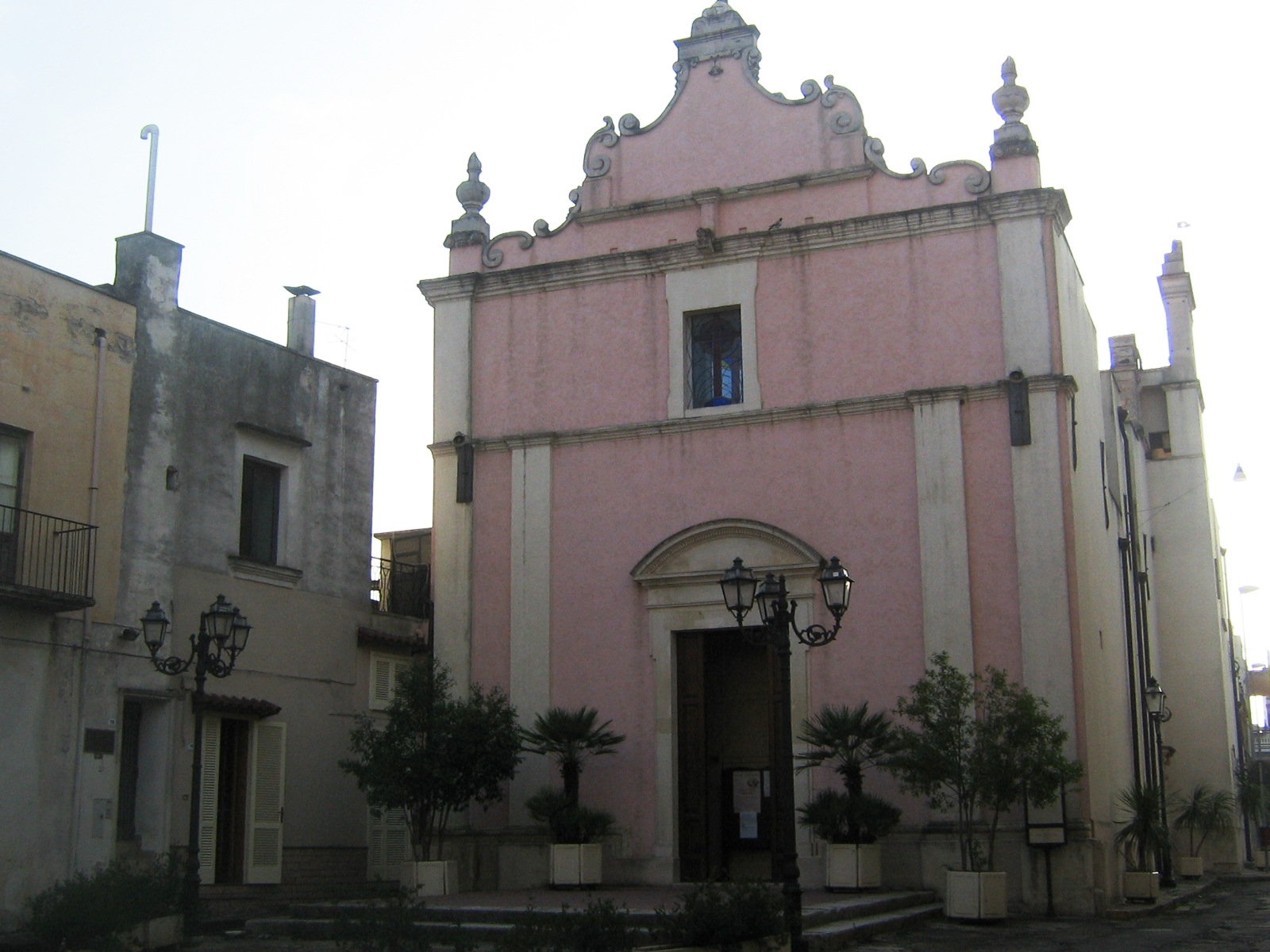
Chiesa Annunziata,  Aradeo
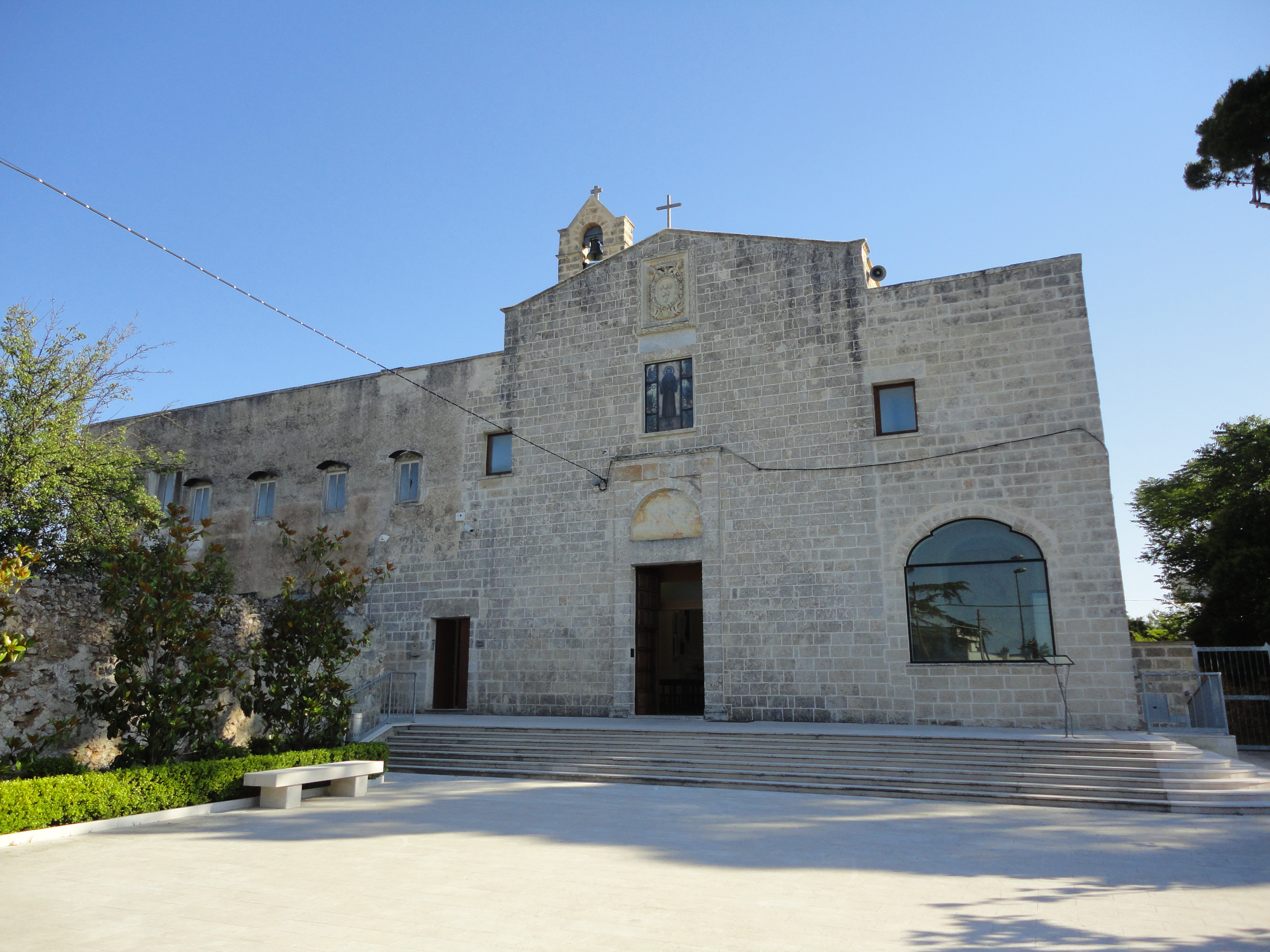
Chiesa di San Francesco,  Galatone
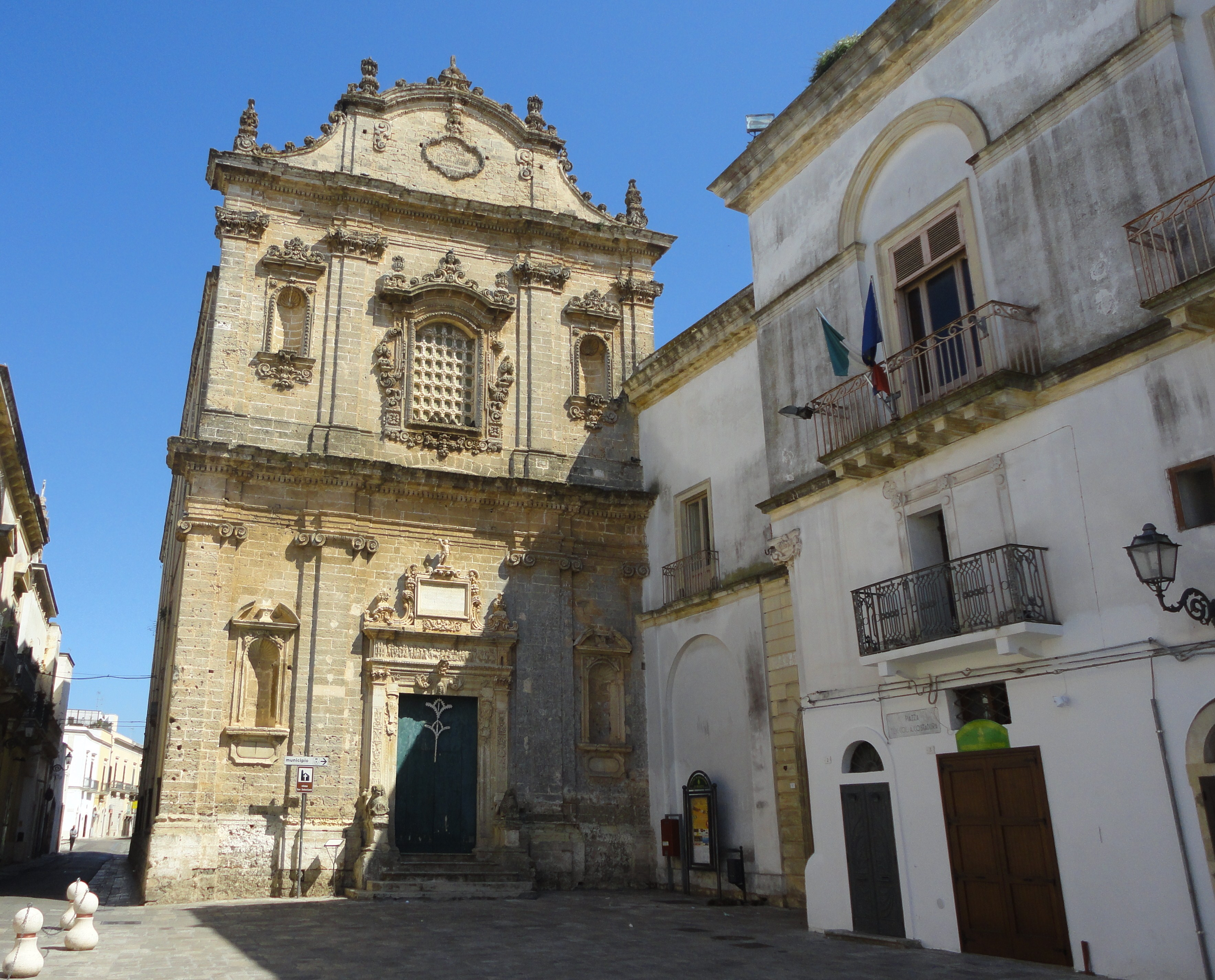
Chiesa dei Santi Sebastiano e Rocco, Galatone
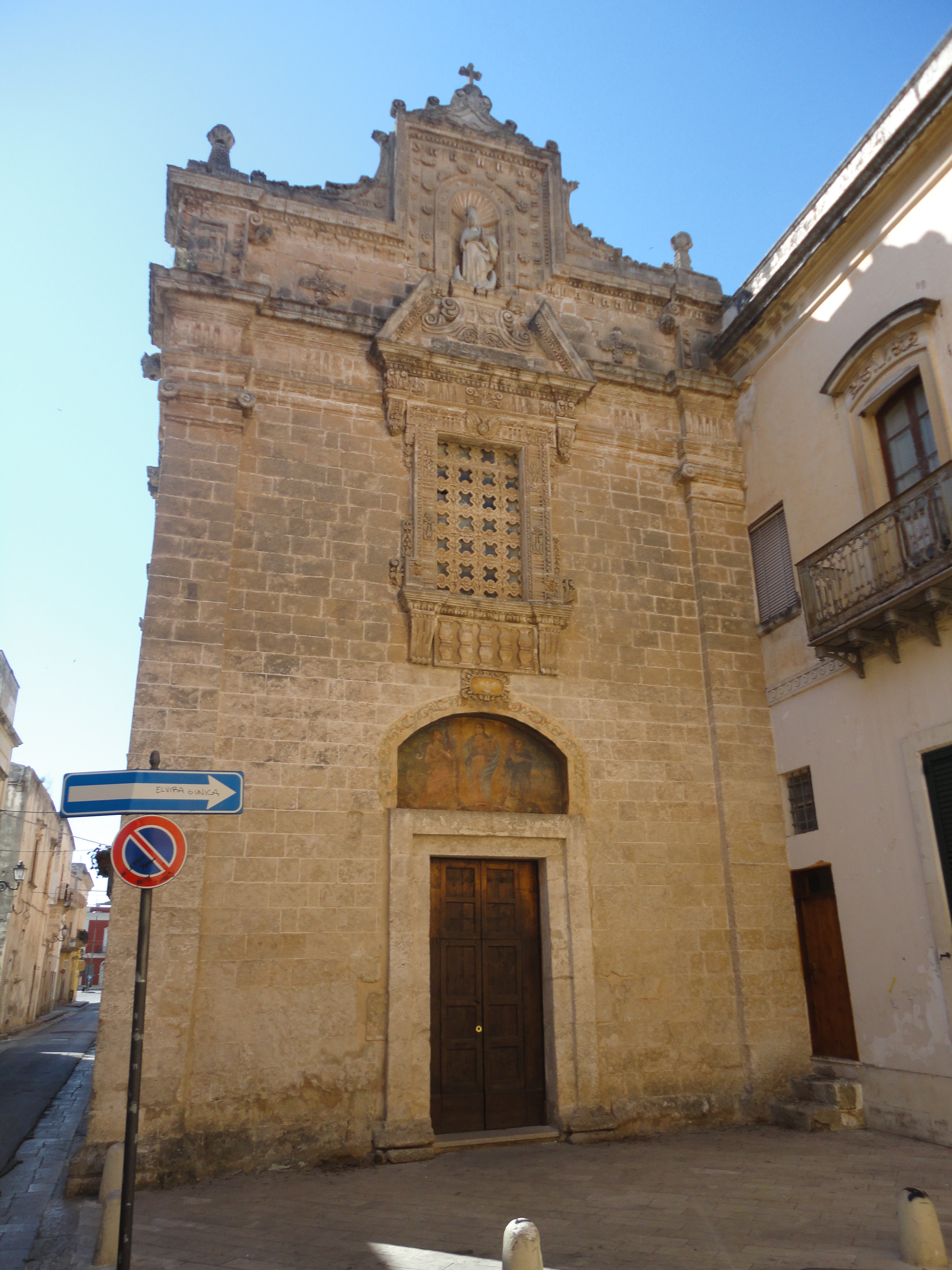
Chiesa di San Giovanni Battista o B.V.  Maria Immacolata,  Galatone
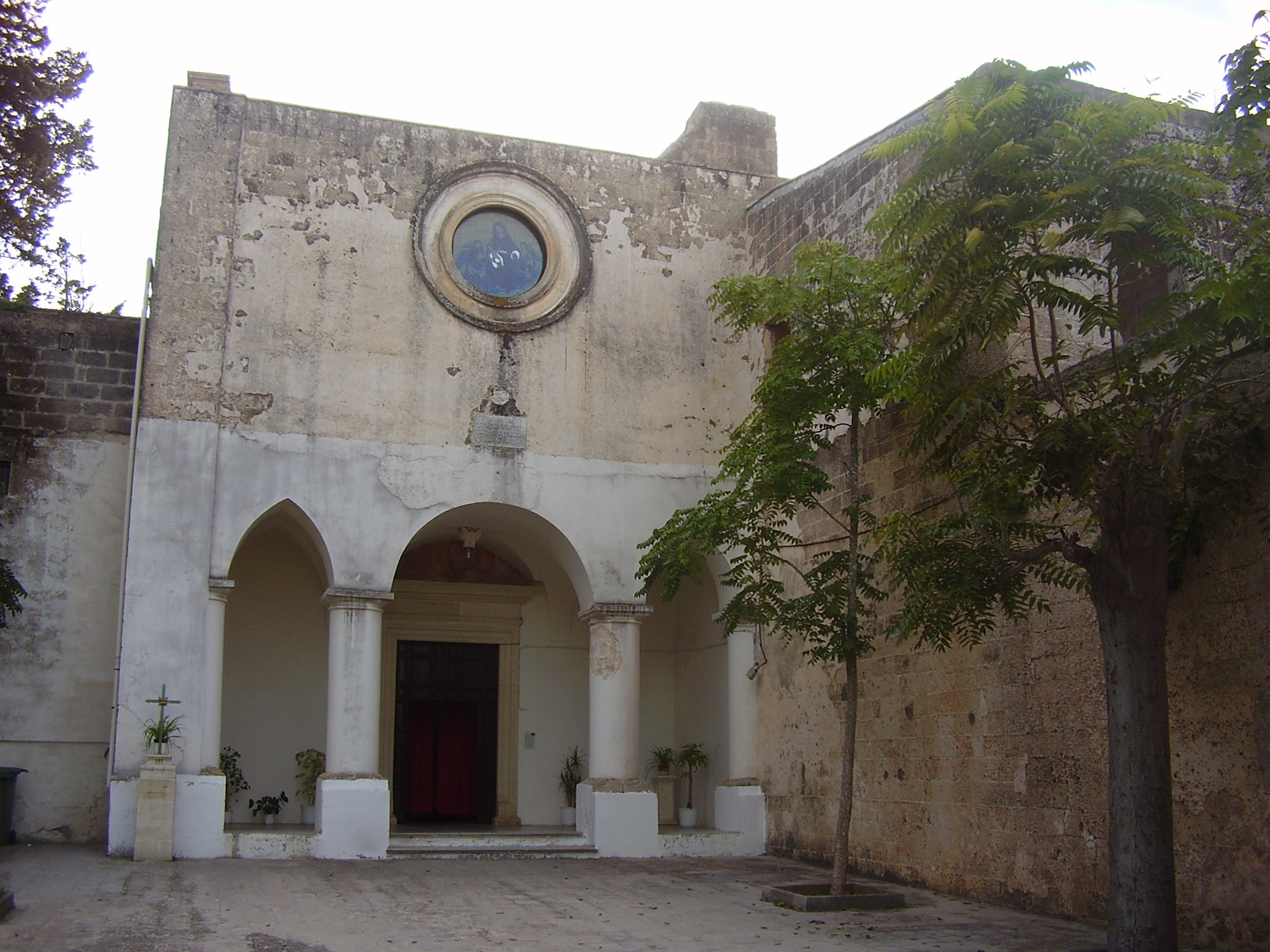
Chiesa di Sant'Antonio da Padova,  Seclì